# Haplogrupo E (ADN-Y)
En genética humana, el haplogrupo E es un haplogrupo del cromosoma Y humano formado a partir de muchos polimorfismos, como M96/PF1823, P29/PF1643 y 148 más, y al igual que el haplogrupo D, desciende de DE. Este haplogrupo se habría originado hace unos 70 mil años en África Oriental, es el más característico de toda África y se encuentra también, aunque en menor proporción, en el Cercano Oriente y en Europa, especialmente en el área del Mediterráneo.

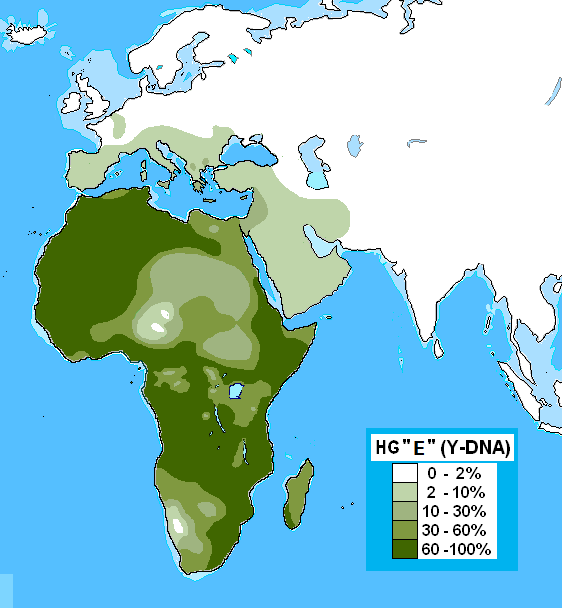
Distribución del Haplogrupo E-ADN-Y en poblaciones nativas.

## Origen
Probablemente tiene un origen en África Oriental de una población que generó la expansión fuera de África, región donde está la mayor diversidad, originándose en una época en que el Sahara era habitable, hace 69 000 aunque otras fuentes calculan unos 65 o 73 000 años. Más recientemente, se ha encontrado evidencia adicional que respalda la hipótesis del origen africano.

### Origen y antigüedad por subclados
Los subclados más frecuentes son E1b1a1 y E1b1b1, originados hace unos 20 000 años. E1b1b1 se desarrolla en el norte de África o Asia Occidental, mostrando una relación parcial con las lenguas afroasiáticas, por lo que su presencia fuera de África podría estar relacionada al Neolítico y por la interacción histórica del antiguo Egipto con otras culturas del Mediterráneo.

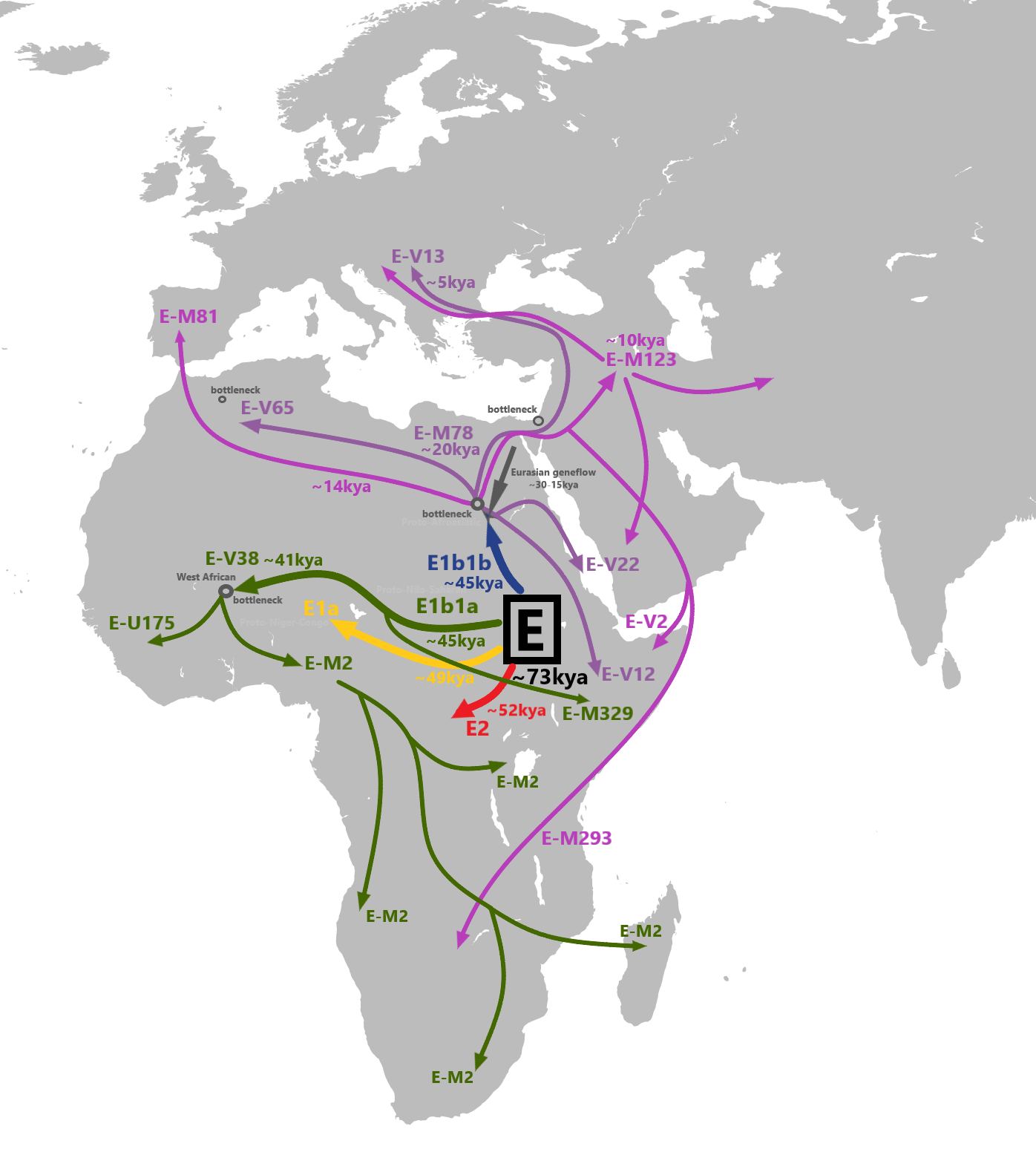
Origen y distribución de los principales subclados derivados de E.

- E (M96): Con el origen más probable en África Oriental[3] y tiene unos 69 000 años.[4]
  - E1 (P147): Hace unos 51 000 años[5] originado en África.
    - E1a (M33, M132): 45 000-50 000 años, origen al oeste africano.[7]
    - E1b (P177): Unos 50 000 años,[5]
      - E1b1 (P2): Originado en África Oriental.[8]
        - E1b1a (V38, V100): 40 000 años,[5] en África Oriental.[9]
          - E1b1a1 (P1, M2): 39 mil años,[5] en el África centro-occidental.

        - E1b1b (M215/Page40): 41 500 años[5] en el África Oriental[3] o Cuerno de África,[10] probablemente Etiopía.
          - E1b1b1a1 (M78): 19 mil años,[5] originado el este del Sahara, probablemente en el valle del Nilo al norte de Sudán, o con más probabilidad en Egipto.[11]

  - E2 (M75, P68): 52 000 años,[5] origen africano.

## Distribución
Se encuentra en todo África, donde es frecuentemente mayoritario. En África del Norte alcanza las frecuencias más altas en algunas etnias de Argelia y Túnez, como en los bereberes, alcanzando más del 90%. En general en Argelia se encontró un 68%, en Libia 92% y en Egipto 47%. En el África subsahariana hay mayores frecuencias, encontrándose en Nigeria 100%, Burkina Faso 99%, en Guinea-Bisáu 97%, Ghana 96%, Senegal 96%, Gambia 91%, Ruanda 89%, Somalia 83% y Etiopía 49%.
El subclado más difundido es E1b1a (V38), que es exclusivamente africano y tiene la mayor frecuencia en África occidental con un 80 %, fue ampliamente disperso debido primero a la expansión bantú y luego por la diáspora africana durante la Edad Moderna.
Se expandió en épocas históricas y prehistóricas hacia el Cercano Oriente y Europa. El subclado E1b1b-M78, aparecido hace unos 18.600 años, se esparce por todo el Mediterráneo, por lo que es común en Europa y Cercano oriente, alcanzando una frecuencia del 27% en Grecia, Portugal (23%), Francia (3%), Irlanda (2%), Gales y Escocia (5%), y en la península ibérica, en Galicia (22%) y Castilla y León (16%). Alcanza la presencia más alta en la comunidad étnica de los pasiegos con 41%.
La distribución de los principales subclados puede resumirse de la siguiente manera:

| E‑V43 | \| \| E-M4706 África Subsahariana, importante en bantúes \| \| \| \| \| \| E-U175 especialmente en África Occidental \| \| \| \| |
|       | \| \| E-M4706 África Subsahariana, importante en bantúes \| \| \| \| \| \| E-U175 especialmente en África Occidental \| \| \| \| |
|       | E-Z5994 poco en África Occidental                                                                                                |
|       | |
|       | E-M4706 África Subsahariana, importante en bantúes                                                                               |
|       | |
|       | E-U175 especialmente en África Occidental                                                                                        |
|       | |

|  | E-M4706 África Subsahariana, importante en bantúes |
|  |                                                    |
|  | E-U175 especialmente en África Occidental          |
|  |                                                    |

| E‑V43 | \| \| E-M4706 África Subsahariana, importante en bantúes \| \| \| \| \| \| E-U175 especialmente en África Occidental \| \| \| \| |
|       | \| \| E-M4706 África Subsahariana, importante en bantúes \| \| \| \| \| \| E-U175 especialmente en África Occidental \| \| \| \| |
|       | E-Z5994 poco en África Occidental                                                                                                |
|       | |
|       | E-M4706 África Subsahariana, importante en bantúes                                                                               |
|       | |
|       | E-U175 especialmente en África Occidental                                                                                        |
|       | |

|  | E-M4706 África Subsahariana, importante en bantúes |
|  |                                                    |
|  | E-U175 especialmente en África Occidental          |
|  |                                                    |

| E‑V12 | desde el Cuerno de África hasta Egipto |
|       | desde el Cuerno de África hasta Egipto |
| E‑V65 | especialmente en el Magreb             |
|       | especialmente en el Magreb             |

| E‑V13 | en Grecia, los Balcanes y todo Europa |
|       | en Grecia, los Balcanes y todo Europa |
| E‑V22 | África nororiental y Cercano Oriente  |
|       | África nororiental y Cercano Oriente  |

| E‑V12 | desde el Cuerno de África hasta Egipto |
|       | desde el Cuerno de África hasta Egipto |
| E‑V65 | especialmente en el Magreb             |
|       | especialmente en el Magreb             |

| E‑V13 | en Grecia, los Balcanes y todo Europa |
|       | en Grecia, los Balcanes y todo Europa |
| E‑V22 | África nororiental y Cercano Oriente  |
|       | África nororiental y Cercano Oriente  |

| E‑M81      | especialmente el Magreb y sudoeste de Europa |
|            | especialmente el Magreb y sudoeste de Europa |
| E‑Z830     | \| E‑M123 \| Cercano Oriente y Europa \| \| \| Cercano Oriente y Europa \| \| E‑CTS10880 \| Cercano Oriente y África Oriental \| \| \| Cercano Oriente y África Oriental \| |
|            | \| E‑M123 \| Cercano Oriente y Europa \| \| \| Cercano Oriente y Europa \| \| E‑CTS10880 \| Cercano Oriente y África Oriental \| \| \| Cercano Oriente y África Oriental \| |
| E‑M123     | Cercano Oriente y Europa |
|            | Cercano Oriente y Europa |
| E‑CTS10880 | Cercano Oriente y África Oriental |
|            | Cercano Oriente y África Oriental |

| E‑M123     | Cercano Oriente y Europa          |
|            | Cercano Oriente y Europa          |
| E‑CTS10880 | Cercano Oriente y África Oriental |
|            | Cercano Oriente y África Oriental |

| E‑V12 | desde el Cuerno de África hasta Egipto |
|       | desde el Cuerno de África hasta Egipto |
| E‑V65 | especialmente en el Magreb             |
|       | especialmente en el Magreb             |

| E‑V13 | en Grecia, los Balcanes y todo Europa |
|       | en Grecia, los Balcanes y todo Europa |
| E‑V22 | África nororiental y Cercano Oriente  |
|       | África nororiental y Cercano Oriente  |

| E‑V12 | desde el Cuerno de África hasta Egipto |
|       | desde el Cuerno de África hasta Egipto |
| E‑V65 | especialmente en el Magreb             |
|       | especialmente en el Magreb             |

| E‑V13 | en Grecia, los Balcanes y todo Europa |
|       | en Grecia, los Balcanes y todo Europa |
| E‑V22 | África nororiental y Cercano Oriente  |
|       | África nororiental y Cercano Oriente  |

| E‑M81      | especialmente el Magreb y sudoeste de Europa |
|            | especialmente el Magreb y sudoeste de Europa |
| E‑Z830     | \| E‑M123 \| Cercano Oriente y Europa \| \| \| Cercano Oriente y Europa \| \| E‑CTS10880 \| Cercano Oriente y África Oriental \| \| \| Cercano Oriente y África Oriental \| |
|            | \| E‑M123 \| Cercano Oriente y Europa \| \| \| Cercano Oriente y Europa \| \| E‑CTS10880 \| Cercano Oriente y África Oriental \| \| \| Cercano Oriente y África Oriental \| |
| E‑M123     | Cercano Oriente y Europa |
|            | Cercano Oriente y Europa |
| E‑CTS10880 | Cercano Oriente y África Oriental |
|            | Cercano Oriente y África Oriental |

| E‑M123     | Cercano Oriente y Europa          |
|            | Cercano Oriente y Europa          |
| E‑CTS10880 | Cercano Oriente y África Oriental |
|            | Cercano Oriente y África Oriental |

| E‑V12 | desde el Cuerno de África hasta Egipto |
|       | desde el Cuerno de África hasta Egipto |
| E‑V65 | especialmente en el Magreb             |
|       | especialmente en el Magreb             |

| E‑V13 | en Grecia, los Balcanes y todo Europa |
|       | en Grecia, los Balcanes y todo Europa |
| E‑V22 | África nororiental y Cercano Oriente  |
|       | África nororiental y Cercano Oriente  |

| E‑V12 | desde el Cuerno de África hasta Egipto |
|       | desde el Cuerno de África hasta Egipto |
| E‑V65 | especialmente en el Magreb             |
|       | especialmente en el Magreb             |

| E‑V13 | en Grecia, los Balcanes y todo Europa |
|       | en Grecia, los Balcanes y todo Europa |
| E‑V22 | África nororiental y Cercano Oriente  |
|       | África nororiental y Cercano Oriente  |

| E‑M81      | especialmente el Magreb y sudoeste de Europa |
|            | especialmente el Magreb y sudoeste de Europa |
| E‑Z830     | \| E‑M123 \| Cercano Oriente y Europa \| \| \| Cercano Oriente y Europa \| \| E‑CTS10880 \| Cercano Oriente y África Oriental \| \| \| Cercano Oriente y África Oriental \| |
|            | \| E‑M123 \| Cercano Oriente y Europa \| \| \| Cercano Oriente y Europa \| \| E‑CTS10880 \| Cercano Oriente y África Oriental \| \| \| Cercano Oriente y África Oriental \| |
| E‑M123     | Cercano Oriente y Europa |
|            | Cercano Oriente y Europa |
| E‑CTS10880 | Cercano Oriente y África Oriental |
|            | Cercano Oriente y África Oriental |

| E‑M123     | Cercano Oriente y Europa          |
|            | Cercano Oriente y Europa          |
| E‑CTS10880 | Cercano Oriente y África Oriental |
|            | Cercano Oriente y África Oriental |

| E‑V12 | desde el Cuerno de África hasta Egipto |
|       | desde el Cuerno de África hasta Egipto |
| E‑V65 | especialmente en el Magreb             |
|       | especialmente en el Magreb             |

| E‑V13 | en Grecia, los Balcanes y todo Europa |
|       | en Grecia, los Balcanes y todo Europa |
| E‑V22 | África nororiental y Cercano Oriente  |
|       | África nororiental y Cercano Oriente  |

| E‑V12 | desde el Cuerno de África hasta Egipto |
|       | desde el Cuerno de África hasta Egipto |
| E‑V65 | especialmente en el Magreb             |
|       | especialmente en el Magreb             |

| E‑V13 | en Grecia, los Balcanes y todo Europa |
|       | en Grecia, los Balcanes y todo Europa |
| E‑V22 | África nororiental y Cercano Oriente  |
|       | África nororiental y Cercano Oriente  |

| E‑M81      | especialmente el Magreb y sudoeste de Europa |
|            | especialmente el Magreb y sudoeste de Europa |
| E‑Z830     | \| E‑M123 \| Cercano Oriente y Europa \| \| \| Cercano Oriente y Europa \| \| E‑CTS10880 \| Cercano Oriente y África Oriental \| \| \| Cercano Oriente y África Oriental \| |
|            | \| E‑M123 \| Cercano Oriente y Europa \| \| \| Cercano Oriente y Europa \| \| E‑CTS10880 \| Cercano Oriente y África Oriental \| \| \| Cercano Oriente y África Oriental \| |
| E‑M123     | Cercano Oriente y Europa |
|            | Cercano Oriente y Europa |
| E‑CTS10880 | Cercano Oriente y África Oriental |
|            | Cercano Oriente y África Oriental |

| E‑M123     | Cercano Oriente y Europa          |
|            | Cercano Oriente y Europa          |
| E‑CTS10880 | Cercano Oriente y África Oriental |
|            | Cercano Oriente y África Oriental |

| E‑V43 | \| \| E-M4706 África Subsahariana, importante en bantúes \| \| \| \| \| \| E-U175 especialmente en África Occidental \| \| \| \| |
|       | \| \| E-M4706 África Subsahariana, importante en bantúes \| \| \| \| \| \| E-U175 especialmente en África Occidental \| \| \| \| |
|       | E-Z5994 poco en África Occidental                                                                                                |
|       | |
|       | E-M4706 África Subsahariana, importante en bantúes                                                                               |
|       | |
|       | E-U175 especialmente en África Occidental                                                                                        |
|       | |

|  | E-M4706 África Subsahariana, importante en bantúes |
|  |                                                    |
|  | E-U175 especialmente en África Occidental          |
|  |                                                    |

| E‑V43 | \| \| E-M4706 África Subsahariana, importante en bantúes \| \| \| \| \| \| E-U175 especialmente en África Occidental \| \| \| \| |
|       | \| \| E-M4706 África Subsahariana, importante en bantúes \| \| \| \| \| \| E-U175 especialmente en África Occidental \| \| \| \| |
|       | E-Z5994 poco en África Occidental                                                                                                |
|       | |
|       | E-M4706 África Subsahariana, importante en bantúes                                                                               |
|       | |
|       | E-U175 especialmente en África Occidental                                                                                        |
|       | |

|  | E-M4706 África Subsahariana, importante en bantúes |
|  |                                                    |
|  | E-U175 especialmente en África Occidental          |
|  |                                                    |

| E‑V12 | desde el Cuerno de África hasta Egipto |
|       | desde el Cuerno de África hasta Egipto |
| E‑V65 | especialmente en el Magreb             |
|       | especialmente en el Magreb             |

| E‑V13 | en Grecia, los Balcanes y todo Europa |
|       | en Grecia, los Balcanes y todo Europa |
| E‑V22 | África nororiental y Cercano Oriente  |
|       | África nororiental y Cercano Oriente  |

| E‑V12 | desde el Cuerno de África hasta Egipto |
|       | desde el Cuerno de África hasta Egipto |
| E‑V65 | especialmente en el Magreb             |
|       | especialmente en el Magreb             |

| E‑V13 | en Grecia, los Balcanes y todo Europa |
|       | en Grecia, los Balcanes y todo Europa |
| E‑V22 | África nororiental y Cercano Oriente  |
|       | África nororiental y Cercano Oriente  |

| E‑M81      | especialmente el Magreb y sudoeste de Europa |
|            | especialmente el Magreb y sudoeste de Europa |
| E‑Z830     | \| E‑M123 \| Cercano Oriente y Europa \| \| \| Cercano Oriente y Europa \| \| E‑CTS10880 \| Cercano Oriente y África Oriental \| \| \| Cercano Oriente y África Oriental \| |
|            | \| E‑M123 \| Cercano Oriente y Europa \| \| \| Cercano Oriente y Europa \| \| E‑CTS10880 \| Cercano Oriente y África Oriental \| \| \| Cercano Oriente y África Oriental \| |
| E‑M123     | Cercano Oriente y Europa |
|            | Cercano Oriente y Europa |
| E‑CTS10880 | Cercano Oriente y África Oriental |
|            | Cercano Oriente y África Oriental |

| E‑M123     | Cercano Oriente y Europa          |
|            | Cercano Oriente y Europa          |
| E‑CTS10880 | Cercano Oriente y África Oriental |
|            | Cercano Oriente y África Oriental |

| E‑V12 | desde el Cuerno de África hasta Egipto |
|       | desde el Cuerno de África hasta Egipto |
| E‑V65 | especialmente en el Magreb             |
|       | especialmente en el Magreb             |

| E‑V13 | en Grecia, los Balcanes y todo Europa |
|       | en Grecia, los Balcanes y todo Europa |
| E‑V22 | África nororiental y Cercano Oriente  |
|       | África nororiental y Cercano Oriente  |

| E‑V12 | desde el Cuerno de África hasta Egipto |
|       | desde el Cuerno de África hasta Egipto |
| E‑V65 | especialmente en el Magreb             |
|       | especialmente en el Magreb             |

| E‑V13 | en Grecia, los Balcanes y todo Europa |
|       | en Grecia, los Balcanes y todo Europa |
| E‑V22 | África nororiental y Cercano Oriente  |
|       | África nororiental y Cercano Oriente  |

| E‑M81      | especialmente el Magreb y sudoeste de Europa |
|            | especialmente el Magreb y sudoeste de Europa |
| E‑Z830     | \| E‑M123 \| Cercano Oriente y Europa \| \| \| Cercano Oriente y Europa \| \| E‑CTS10880 \| Cercano Oriente y África Oriental \| \| \| Cercano Oriente y África Oriental \| |
|            | \| E‑M123 \| Cercano Oriente y Europa \| \| \| Cercano Oriente y Europa \| \| E‑CTS10880 \| Cercano Oriente y África Oriental \| \| \| Cercano Oriente y África Oriental \| |
| E‑M123     | Cercano Oriente y Europa |
|            | Cercano Oriente y Europa |
| E‑CTS10880 | Cercano Oriente y África Oriental |
|            | Cercano Oriente y África Oriental |

| E‑M123     | Cercano Oriente y Europa          |
|            | Cercano Oriente y Europa          |
| E‑CTS10880 | Cercano Oriente y África Oriental |
|            | Cercano Oriente y África Oriental |

| E‑V12 | desde el Cuerno de África hasta Egipto |
|       | desde el Cuerno de África hasta Egipto |
| E‑V65 | especialmente en el Magreb             |
|       | especialmente en el Magreb             |

| E‑V13 | en Grecia, los Balcanes y todo Europa |
|       | en Grecia, los Balcanes y todo Europa |
| E‑V22 | África nororiental y Cercano Oriente  |
|       | África nororiental y Cercano Oriente  |

| E‑V12 | desde el Cuerno de África hasta Egipto |
|       | desde el Cuerno de África hasta Egipto |
| E‑V65 | especialmente en el Magreb             |
|       | especialmente en el Magreb             |

| E‑V13 | en Grecia, los Balcanes y todo Europa |
|       | en Grecia, los Balcanes y todo Europa |
| E‑V22 | África nororiental y Cercano Oriente  |
|       | África nororiental y Cercano Oriente  |

| E‑M81      | especialmente el Magreb y sudoeste de Europa |
|            | especialmente el Magreb y sudoeste de Europa |
| E‑Z830     | \| E‑M123 \| Cercano Oriente y Europa \| \| \| Cercano Oriente y Europa \| \| E‑CTS10880 \| Cercano Oriente y África Oriental \| \| \| Cercano Oriente y África Oriental \| |
|            | \| E‑M123 \| Cercano Oriente y Europa \| \| \| Cercano Oriente y Europa \| \| E‑CTS10880 \| Cercano Oriente y África Oriental \| \| \| Cercano Oriente y África Oriental \| |
| E‑M123     | Cercano Oriente y Europa |
|            | Cercano Oriente y Europa |
| E‑CTS10880 | Cercano Oriente y África Oriental |
|            | Cercano Oriente y África Oriental |

| E‑M123     | Cercano Oriente y Europa          |
|            | Cercano Oriente y Europa          |
| E‑CTS10880 | Cercano Oriente y África Oriental |
|            | Cercano Oriente y África Oriental |

| E‑V12 | desde el Cuerno de África hasta Egipto |
|       | desde el Cuerno de África hasta Egipto |
| E‑V65 | especialmente en el Magreb             |
|       | especialmente en el Magreb             |

| E‑V13 | en Grecia, los Balcanes y todo Europa |
|       | en Grecia, los Balcanes y todo Europa |
| E‑V22 | África nororiental y Cercano Oriente  |
|       | África nororiental y Cercano Oriente  |

| E‑V12 | desde el Cuerno de África hasta Egipto |
|       | desde el Cuerno de África hasta Egipto |
| E‑V65 | especialmente en el Magreb             |
|       | especialmente en el Magreb             |

| E‑V13 | en Grecia, los Balcanes y todo Europa |
|       | en Grecia, los Balcanes y todo Europa |
| E‑V22 | África nororiental y Cercano Oriente  |
|       | África nororiental y Cercano Oriente  |

| E‑M81      | especialmente el Magreb y sudoeste de Europa |
|            | especialmente el Magreb y sudoeste de Europa |
| E‑Z830     | \| E‑M123 \| Cercano Oriente y Europa \| \| \| Cercano Oriente y Europa \| \| E‑CTS10880 \| Cercano Oriente y África Oriental \| \| \| Cercano Oriente y África Oriental \| |
|            | \| E‑M123 \| Cercano Oriente y Europa \| \| \| Cercano Oriente y Europa \| \| E‑CTS10880 \| Cercano Oriente y África Oriental \| \| \| Cercano Oriente y África Oriental \| |
| E‑M123     | Cercano Oriente y Europa |
|            | Cercano Oriente y Europa |
| E‑CTS10880 | Cercano Oriente y África Oriental |
|            | Cercano Oriente y África Oriental |

| E‑M123     | Cercano Oriente y Europa          |
|            | Cercano Oriente y Europa          |
| E‑CTS10880 | Cercano Oriente y África Oriental |
|            | Cercano Oriente y África Oriental |

| E‑V43 | \| \| E-M4706 África Subsahariana, importante en bantúes \| \| \| \| \| \| E-U175 especialmente en África Occidental \| \| \| \| |
|       | \| \| E-M4706 África Subsahariana, importante en bantúes \| \| \| \| \| \| E-U175 especialmente en África Occidental \| \| \| \| |
|       | E-Z5994 poco en África Occidental                                                                                                |
|       | |
|       | E-M4706 África Subsahariana, importante en bantúes                                                                               |
|       | |
|       | E-U175 especialmente en África Occidental                                                                                        |
|       | |

|  | E-M4706 África Subsahariana, importante en bantúes |
|  |                                                    |
|  | E-U175 especialmente en África Occidental          |
|  |                                                    |

| E‑V43 | \| \| E-M4706 África Subsahariana, importante en bantúes \| \| \| \| \| \| E-U175 especialmente en África Occidental \| \| \| \| |
|       | \| \| E-M4706 África Subsahariana, importante en bantúes \| \| \| \| \| \| E-U175 especialmente en África Occidental \| \| \| \| |
|       | E-Z5994 poco en África Occidental                                                                                                |
|       | |
|       | E-M4706 África Subsahariana, importante en bantúes                                                                               |
|       | |
|       | E-U175 especialmente en África Occidental                                                                                        |
|       | |

|  | E-M4706 África Subsahariana, importante en bantúes |
|  |                                                    |
|  | E-U175 especialmente en África Occidental          |
|  |                                                    |

| E‑V12 | desde el Cuerno de África hasta Egipto |
|       | desde el Cuerno de África hasta Egipto |
| E‑V65 | especialmente en el Magreb             |
|       | especialmente en el Magreb             |

| E‑V13 | en Grecia, los Balcanes y todo Europa |
|       | en Grecia, los Balcanes y todo Europa |
| E‑V22 | África nororiental y Cercano Oriente  |
|       | África nororiental y Cercano Oriente  |

| E‑V12 | desde el Cuerno de África hasta Egipto |
|       | desde el Cuerno de África hasta Egipto |
| E‑V65 | especialmente en el Magreb             |
|       | especialmente en el Magreb             |

| E‑V13 | en Grecia, los Balcanes y todo Europa |
|       | en Grecia, los Balcanes y todo Europa |
| E‑V22 | África nororiental y Cercano Oriente  |
|       | África nororiental y Cercano Oriente  |

| E‑M81      | especialmente el Magreb y sudoeste de Europa |
|            | especialmente el Magreb y sudoeste de Europa |
| E‑Z830     | \| E‑M123 \| Cercano Oriente y Europa \| \| \| Cercano Oriente y Europa \| \| E‑CTS10880 \| Cercano Oriente y África Oriental \| \| \| Cercano Oriente y África Oriental \| |
|            | \| E‑M123 \| Cercano Oriente y Europa \| \| \| Cercano Oriente y Europa \| \| E‑CTS10880 \| Cercano Oriente y África Oriental \| \| \| Cercano Oriente y África Oriental \| |
| E‑M123     | Cercano Oriente y Europa |
|            | Cercano Oriente y Europa |
| E‑CTS10880 | Cercano Oriente y África Oriental |
|            | Cercano Oriente y África Oriental |

| E‑M123     | Cercano Oriente y Europa          |
|            | Cercano Oriente y Europa          |
| E‑CTS10880 | Cercano Oriente y África Oriental |
|            | Cercano Oriente y África Oriental |

| E‑V12 | desde el Cuerno de África hasta Egipto |
|       | desde el Cuerno de África hasta Egipto |
| E‑V65 | especialmente en el Magreb             |
|       | especialmente en el Magreb             |

| E‑V13 | en Grecia, los Balcanes y todo Europa |
|       | en Grecia, los Balcanes y todo Europa |
| E‑V22 | África nororiental y Cercano Oriente  |
|       | África nororiental y Cercano Oriente  |

| E‑V12 | desde el Cuerno de África hasta Egipto |
|       | desde el Cuerno de África hasta Egipto |
| E‑V65 | especialmente en el Magreb             |
|       | especialmente en el Magreb             |

| E‑V13 | en Grecia, los Balcanes y todo Europa |
|       | en Grecia, los Balcanes y todo Europa |
| E‑V22 | África nororiental y Cercano Oriente  |
|       | África nororiental y Cercano Oriente  |

| E‑M81      | especialmente el Magreb y sudoeste de Europa |
|            | especialmente el Magreb y sudoeste de Europa |
| E‑Z830     | \| E‑M123 \| Cercano Oriente y Europa \| \| \| Cercano Oriente y Europa \| \| E‑CTS10880 \| Cercano Oriente y África Oriental \| \| \| Cercano Oriente y África Oriental \| |
|            | \| E‑M123 \| Cercano Oriente y Europa \| \| \| Cercano Oriente y Europa \| \| E‑CTS10880 \| Cercano Oriente y África Oriental \| \| \| Cercano Oriente y África Oriental \| |
| E‑M123     | Cercano Oriente y Europa |
|            | Cercano Oriente y Europa |
| E‑CTS10880 | Cercano Oriente y África Oriental |
|            | Cercano Oriente y África Oriental |

| E‑M123     | Cercano Oriente y Europa          |
|            | Cercano Oriente y Europa          |
| E‑CTS10880 | Cercano Oriente y África Oriental |
|            | Cercano Oriente y África Oriental |

| E‑V12 | desde el Cuerno de África hasta Egipto |
|       | desde el Cuerno de África hasta Egipto |
| E‑V65 | especialmente en el Magreb             |
|       | especialmente en el Magreb             |

| E‑V13 | en Grecia, los Balcanes y todo Europa |
|       | en Grecia, los Balcanes y todo Europa |
| E‑V22 | África nororiental y Cercano Oriente  |
|       | África nororiental y Cercano Oriente  |

| E‑V12 | desde el Cuerno de África hasta Egipto |
|       | desde el Cuerno de África hasta Egipto |
| E‑V65 | especialmente en el Magreb             |
|       | especialmente en el Magreb             |

| E‑V13 | en Grecia, los Balcanes y todo Europa |
|       | en Grecia, los Balcanes y todo Europa |
| E‑V22 | África nororiental y Cercano Oriente  |
|       | África nororiental y Cercano Oriente  |

| E‑M81      | especialmente el Magreb y sudoeste de Europa |
|            | especialmente el Magreb y sudoeste de Europa |
| E‑Z830     | \| E‑M123 \| Cercano Oriente y Europa \| \| \| Cercano Oriente y Europa \| \| E‑CTS10880 \| Cercano Oriente y África Oriental \| \| \| Cercano Oriente y África Oriental \| |
|            | \| E‑M123 \| Cercano Oriente y Europa \| \| \| Cercano Oriente y Europa \| \| E‑CTS10880 \| Cercano Oriente y África Oriental \| \| \| Cercano Oriente y África Oriental \| |
| E‑M123     | Cercano Oriente y Europa |
|            | Cercano Oriente y Europa |
| E‑CTS10880 | Cercano Oriente y África Oriental |
|            | Cercano Oriente y África Oriental |

| E‑M123     | Cercano Oriente y Europa          |
|            | Cercano Oriente y Europa          |
| E‑CTS10880 | Cercano Oriente y África Oriental |
|            | Cercano Oriente y África Oriental |

| E‑V12 | desde el Cuerno de África hasta Egipto |
|       | desde el Cuerno de África hasta Egipto |
| E‑V65 | especialmente en el Magreb             |
|       | especialmente en el Magreb             |

| E‑V13 | en Grecia, los Balcanes y todo Europa |
|       | en Grecia, los Balcanes y todo Europa |
| E‑V22 | África nororiental y Cercano Oriente  |
|       | África nororiental y Cercano Oriente  |

| E‑V12 | desde el Cuerno de África hasta Egipto |
|       | desde el Cuerno de África hasta Egipto |
| E‑V65 | especialmente en el Magreb             |
|       | especialmente en el Magreb             |

| E‑V13 | en Grecia, los Balcanes y todo Europa |
|       | en Grecia, los Balcanes y todo Europa |
| E‑V22 | África nororiental y Cercano Oriente  |
|       | África nororiental y Cercano Oriente  |

| E‑M81      | especialmente el Magreb y sudoeste de Europa |
|            | especialmente el Magreb y sudoeste de Europa |
| E‑Z830     | \| E‑M123 \| Cercano Oriente y Europa \| \| \| Cercano Oriente y Europa \| \| E‑CTS10880 \| Cercano Oriente y África Oriental \| \| \| Cercano Oriente y África Oriental \| |
|            | \| E‑M123 \| Cercano Oriente y Europa \| \| \| Cercano Oriente y Europa \| \| E‑CTS10880 \| Cercano Oriente y África Oriental \| \| \| Cercano Oriente y África Oriental \| |
| E‑M123     | Cercano Oriente y Europa |
|            | Cercano Oriente y Europa |
| E‑CTS10880 | Cercano Oriente y África Oriental |
|            | Cercano Oriente y África Oriental |

| E‑M123     | Cercano Oriente y Europa          |
|            | Cercano Oriente y Europa          |
| E‑CTS10880 | Cercano Oriente y África Oriental |
|            | Cercano Oriente y África Oriental |

| E‑V43 | \| \| E-M4706 África Subsahariana, importante en bantúes \| \| \| \| \| \| E-U175 especialmente en África Occidental \| \| \| \| |
|       | \| \| E-M4706 África Subsahariana, importante en bantúes \| \| \| \| \| \| E-U175 especialmente en África Occidental \| \| \| \| |
|       | E-Z5994 poco en África Occidental                                                                                                |
|       | |
|       | E-M4706 África Subsahariana, importante en bantúes                                                                               |
|       | |
|       | E-U175 especialmente en África Occidental                                                                                        |
|       | |

|  | E-M4706 África Subsahariana, importante en bantúes |
|  |                                                    |
|  | E-U175 especialmente en África Occidental          |
|  |                                                    |

| E‑V43 | \| \| E-M4706 África Subsahariana, importante en bantúes \| \| \| \| \| \| E-U175 especialmente en África Occidental \| \| \| \| |
|       | \| \| E-M4706 África Subsahariana, importante en bantúes \| \| \| \| \| \| E-U175 especialmente en África Occidental \| \| \| \| |
|       | E-Z5994 poco en África Occidental                                                                                                |
|       | |
|       | E-M4706 África Subsahariana, importante en bantúes                                                                               |
|       | |
|       | E-U175 especialmente en África Occidental                                                                                        |
|       | |

|  | E-M4706 África Subsahariana, importante en bantúes |
|  |                                                    |
|  | E-U175 especialmente en África Occidental          |
|  |                                                    |

| E‑V12 | desde el Cuerno de África hasta Egipto |
|       | desde el Cuerno de África hasta Egipto |
| E‑V65 | especialmente en el Magreb             |
|       | especialmente en el Magreb             |

| E‑V13 | en Grecia, los Balcanes y todo Europa |
|       | en Grecia, los Balcanes y todo Europa |
| E‑V22 | África nororiental y Cercano Oriente  |
|       | África nororiental y Cercano Oriente  |

| E‑V12 | desde el Cuerno de África hasta Egipto |
|       | desde el Cuerno de África hasta Egipto |
| E‑V65 | especialmente en el Magreb             |
|       | especialmente en el Magreb             |

| E‑V13 | en Grecia, los Balcanes y todo Europa |
|       | en Grecia, los Balcanes y todo Europa |
| E‑V22 | África nororiental y Cercano Oriente  |
|       | África nororiental y Cercano Oriente  |

| E‑M81      | especialmente el Magreb y sudoeste de Europa |
|            | especialmente el Magreb y sudoeste de Europa |
| E‑Z830     | \| E‑M123 \| Cercano Oriente y Europa \| \| \| Cercano Oriente y Europa \| \| E‑CTS10880 \| Cercano Oriente y África Oriental \| \| \| Cercano Oriente y África Oriental \| |
|            | \| E‑M123 \| Cercano Oriente y Europa \| \| \| Cercano Oriente y Europa \| \| E‑CTS10880 \| Cercano Oriente y África Oriental \| \| \| Cercano Oriente y África Oriental \| |
| E‑M123     | Cercano Oriente y Europa |
|            | Cercano Oriente y Europa |
| E‑CTS10880 | Cercano Oriente y África Oriental |
|            | Cercano Oriente y África Oriental |

| E‑M123     | Cercano Oriente y Europa          |
|            | Cercano Oriente y Europa          |
| E‑CTS10880 | Cercano Oriente y África Oriental |
|            | Cercano Oriente y África Oriental |

| E‑V12 | desde el Cuerno de África hasta Egipto |
|       | desde el Cuerno de África hasta Egipto |
| E‑V65 | especialmente en el Magreb             |
|       | especialmente en el Magreb             |

| E‑V13 | en Grecia, los Balcanes y todo Europa |
|       | en Grecia, los Balcanes y todo Europa |
| E‑V22 | África nororiental y Cercano Oriente  |
|       | África nororiental y Cercano Oriente  |

| E‑V12 | desde el Cuerno de África hasta Egipto |
|       | desde el Cuerno de África hasta Egipto |
| E‑V65 | especialmente en el Magreb             |
|       | especialmente en el Magreb             |

| E‑V13 | en Grecia, los Balcanes y todo Europa |
|       | en Grecia, los Balcanes y todo Europa |
| E‑V22 | África nororiental y Cercano Oriente  |
|       | África nororiental y Cercano Oriente  |

| E‑M81      | especialmente el Magreb y sudoeste de Europa |
|            | especialmente el Magreb y sudoeste de Europa |
| E‑Z830     | \| E‑M123 \| Cercano Oriente y Europa \| \| \| Cercano Oriente y Europa \| \| E‑CTS10880 \| Cercano Oriente y África Oriental \| \| \| Cercano Oriente y África Oriental \| |
|            | \| E‑M123 \| Cercano Oriente y Europa \| \| \| Cercano Oriente y Europa \| \| E‑CTS10880 \| Cercano Oriente y África Oriental \| \| \| Cercano Oriente y África Oriental \| |
| E‑M123     | Cercano Oriente y Europa |
|            | Cercano Oriente y Europa |
| E‑CTS10880 | Cercano Oriente y África Oriental |
|            | Cercano Oriente y África Oriental |

| E‑M123     | Cercano Oriente y Europa          |
|            | Cercano Oriente y Europa          |
| E‑CTS10880 | Cercano Oriente y África Oriental |
|            | Cercano Oriente y África Oriental |

| E‑V12 | desde el Cuerno de África hasta Egipto |
|       | desde el Cuerno de África hasta Egipto |
| E‑V65 | especialmente en el Magreb             |
|       | especialmente en el Magreb             |

| E‑V13 | en Grecia, los Balcanes y todo Europa |
|       | en Grecia, los Balcanes y todo Europa |
| E‑V22 | África nororiental y Cercano Oriente  |
|       | África nororiental y Cercano Oriente  |

| E‑V12 | desde el Cuerno de África hasta Egipto |
|       | desde el Cuerno de África hasta Egipto |
| E‑V65 | especialmente en el Magreb             |
|       | especialmente en el Magreb             |

| E‑V13 | en Grecia, los Balcanes y todo Europa |
|       | en Grecia, los Balcanes y todo Europa |
| E‑V22 | África nororiental y Cercano Oriente  |
|       | África nororiental y Cercano Oriente  |

| E‑M81      | especialmente el Magreb y sudoeste de Europa |
|            | especialmente el Magreb y sudoeste de Europa |
| E‑Z830     | \| E‑M123 \| Cercano Oriente y Europa \| \| \| Cercano Oriente y Europa \| \| E‑CTS10880 \| Cercano Oriente y África Oriental \| \| \| Cercano Oriente y África Oriental \| |
|            | \| E‑M123 \| Cercano Oriente y Europa \| \| \| Cercano Oriente y Europa \| \| E‑CTS10880 \| Cercano Oriente y África Oriental \| \| \| Cercano Oriente y África Oriental \| |
| E‑M123     | Cercano Oriente y Europa |
|            | Cercano Oriente y Europa |
| E‑CTS10880 | Cercano Oriente y África Oriental |
|            | Cercano Oriente y África Oriental |

| E‑M123     | Cercano Oriente y Europa          |
|            | Cercano Oriente y Europa          |
| E‑CTS10880 | Cercano Oriente y África Oriental |
|            | Cercano Oriente y África Oriental |

| E‑V12 | desde el Cuerno de África hasta Egipto |
|       | desde el Cuerno de África hasta Egipto |
| E‑V65 | especialmente en el Magreb             |
|       | especialmente en el Magreb             |

| E‑V13 | en Grecia, los Balcanes y todo Europa |
|       | en Grecia, los Balcanes y todo Europa |
| E‑V22 | África nororiental y Cercano Oriente  |
|       | África nororiental y Cercano Oriente  |

| E‑V12 | desde el Cuerno de África hasta Egipto |
|       | desde el Cuerno de África hasta Egipto |
| E‑V65 | especialmente en el Magreb             |
|       | especialmente en el Magreb             |

| E‑V13 | en Grecia, los Balcanes y todo Europa |
|       | en Grecia, los Balcanes y todo Europa |
| E‑V22 | África nororiental y Cercano Oriente  |
|       | África nororiental y Cercano Oriente  |

| E‑M81      | especialmente el Magreb y sudoeste de Europa |
|            | especialmente el Magreb y sudoeste de Europa |
| E‑Z830     | \| E‑M123 \| Cercano Oriente y Europa \| \| \| Cercano Oriente y Europa \| \| E‑CTS10880 \| Cercano Oriente y África Oriental \| \| \| Cercano Oriente y África Oriental \| |
|            | \| E‑M123 \| Cercano Oriente y Europa \| \| \| Cercano Oriente y Europa \| \| E‑CTS10880 \| Cercano Oriente y África Oriental \| \| \| Cercano Oriente y África Oriental \| |
| E‑M123     | Cercano Oriente y Europa |
|            | Cercano Oriente y Europa |
| E‑CTS10880 | Cercano Oriente y África Oriental |
|            | Cercano Oriente y África Oriental |

| E‑M123     | Cercano Oriente y Europa          |
|            | Cercano Oriente y Europa          |
| E‑CTS10880 | Cercano Oriente y África Oriental |
|            | Cercano Oriente y África Oriental |

| E‑V43 | \| \| E-M4706 África Subsahariana, importante en bantúes \| \| \| \| \| \| E-U175 especialmente en África Occidental \| \| \| \| |
|       | \| \| E-M4706 África Subsahariana, importante en bantúes \| \| \| \| \| \| E-U175 especialmente en África Occidental \| \| \| \| |
|       | E-Z5994 poco en África Occidental                                                                                                |
|       | |
|       | E-M4706 África Subsahariana, importante en bantúes                                                                               |
|       | |
|       | E-U175 especialmente en África Occidental                                                                                        |
|       | |

|  | E-M4706 África Subsahariana, importante en bantúes |
|  |                                                    |
|  | E-U175 especialmente en África Occidental          |
|  |                                                    |

| E‑V43 | \| \| E-M4706 África Subsahariana, importante en bantúes \| \| \| \| \| \| E-U175 especialmente en África Occidental \| \| \| \| |
|       | \| \| E-M4706 África Subsahariana, importante en bantúes \| \| \| \| \| \| E-U175 especialmente en África Occidental \| \| \| \| |
|       | E-Z5994 poco en África Occidental                                                                                                |
|       | |
|       | E-M4706 África Subsahariana, importante en bantúes                                                                               |
|       | |
|       | E-U175 especialmente en África Occidental                                                                                        |
|       | |

|  | E-M4706 África Subsahariana, importante en bantúes |
|  |                                                    |
|  | E-U175 especialmente en África Occidental          |
|  |                                                    |

| E‑V12 | desde el Cuerno de África hasta Egipto |
|       | desde el Cuerno de África hasta Egipto |
| E‑V65 | especialmente en el Magreb             |
|       | especialmente en el Magreb             |

| E‑V13 | en Grecia, los Balcanes y todo Europa |
|       | en Grecia, los Balcanes y todo Europa |
| E‑V22 | África nororiental y Cercano Oriente  |
|       | África nororiental y Cercano Oriente  |

| E‑V12 | desde el Cuerno de África hasta Egipto |
|       | desde el Cuerno de África hasta Egipto |
| E‑V65 | especialmente en el Magreb             |
|       | especialmente en el Magreb             |

| E‑V13 | en Grecia, los Balcanes y todo Europa |
|       | en Grecia, los Balcanes y todo Europa |
| E‑V22 | África nororiental y Cercano Oriente  |
|       | África nororiental y Cercano Oriente  |

| E‑M81      | especialmente el Magreb y sudoeste de Europa |
|            | especialmente el Magreb y sudoeste de Europa |
| E‑Z830     | \| E‑M123 \| Cercano Oriente y Europa \| \| \| Cercano Oriente y Europa \| \| E‑CTS10880 \| Cercano Oriente y África Oriental \| \| \| Cercano Oriente y África Oriental \| |
|            | \| E‑M123 \| Cercano Oriente y Europa \| \| \| Cercano Oriente y Europa \| \| E‑CTS10880 \| Cercano Oriente y África Oriental \| \| \| Cercano Oriente y África Oriental \| |
| E‑M123     | Cercano Oriente y Europa |
|            | Cercano Oriente y Europa |
| E‑CTS10880 | Cercano Oriente y África Oriental |
|            | Cercano Oriente y África Oriental |

| E‑M123     | Cercano Oriente y Europa          |
|            | Cercano Oriente y Europa          |
| E‑CTS10880 | Cercano Oriente y África Oriental |
|            | Cercano Oriente y África Oriental |

| E‑V12 | desde el Cuerno de África hasta Egipto |
|       | desde el Cuerno de África hasta Egipto |
| E‑V65 | especialmente en el Magreb             |
|       | especialmente en el Magreb             |

| E‑V13 | en Grecia, los Balcanes y todo Europa |
|       | en Grecia, los Balcanes y todo Europa |
| E‑V22 | África nororiental y Cercano Oriente  |
|       | África nororiental y Cercano Oriente  |

| E‑V12 | desde el Cuerno de África hasta Egipto |
|       | desde el Cuerno de África hasta Egipto |
| E‑V65 | especialmente en el Magreb             |
|       | especialmente en el Magreb             |

| E‑V13 | en Grecia, los Balcanes y todo Europa |
|       | en Grecia, los Balcanes y todo Europa |
| E‑V22 | África nororiental y Cercano Oriente  |
|       | África nororiental y Cercano Oriente  |

| E‑M81      | especialmente el Magreb y sudoeste de Europa |
|            | especialmente el Magreb y sudoeste de Europa |
| E‑Z830     | \| E‑M123 \| Cercano Oriente y Europa \| \| \| Cercano Oriente y Europa \| \| E‑CTS10880 \| Cercano Oriente y África Oriental \| \| \| Cercano Oriente y África Oriental \| |
|            | \| E‑M123 \| Cercano Oriente y Europa \| \| \| Cercano Oriente y Europa \| \| E‑CTS10880 \| Cercano Oriente y África Oriental \| \| \| Cercano Oriente y África Oriental \| |
| E‑M123     | Cercano Oriente y Europa |
|            | Cercano Oriente y Europa |
| E‑CTS10880 | Cercano Oriente y África Oriental |
|            | Cercano Oriente y África Oriental |

| E‑M123     | Cercano Oriente y Europa          |
|            | Cercano Oriente y Europa          |
| E‑CTS10880 | Cercano Oriente y África Oriental |
|            | Cercano Oriente y África Oriental |

| E‑V12 | desde el Cuerno de África hasta Egipto |
|       | desde el Cuerno de África hasta Egipto |
| E‑V65 | especialmente en el Magreb             |
|       | especialmente en el Magreb             |

| E‑V13 | en Grecia, los Balcanes y todo Europa |
|       | en Grecia, los Balcanes y todo Europa |
| E‑V22 | África nororiental y Cercano Oriente  |
|       | África nororiental y Cercano Oriente  |

| E‑V12 | desde el Cuerno de África hasta Egipto |
|       | desde el Cuerno de África hasta Egipto |
| E‑V65 | especialmente en el Magreb             |
|       | especialmente en el Magreb             |

| E‑V13 | en Grecia, los Balcanes y todo Europa |
|       | en Grecia, los Balcanes y todo Europa |
| E‑V22 | África nororiental y Cercano Oriente  |
|       | África nororiental y Cercano Oriente  |

| E‑M81      | especialmente el Magreb y sudoeste de Europa |
|            | especialmente el Magreb y sudoeste de Europa |
| E‑Z830     | \| E‑M123 \| Cercano Oriente y Europa \| \| \| Cercano Oriente y Europa \| \| E‑CTS10880 \| Cercano Oriente y África Oriental \| \| \| Cercano Oriente y África Oriental \| |
|            | \| E‑M123 \| Cercano Oriente y Europa \| \| \| Cercano Oriente y Europa \| \| E‑CTS10880 \| Cercano Oriente y África Oriental \| \| \| Cercano Oriente y África Oriental \| |
| E‑M123     | Cercano Oriente y Europa |
|            | Cercano Oriente y Europa |
| E‑CTS10880 | Cercano Oriente y África Oriental |
|            | Cercano Oriente y África Oriental |

| E‑M123     | Cercano Oriente y Europa          |
|            | Cercano Oriente y Europa          |
| E‑CTS10880 | Cercano Oriente y África Oriental |
|            | Cercano Oriente y África Oriental |

| E‑V12 | desde el Cuerno de África hasta Egipto |
|       | desde el Cuerno de África hasta Egipto |
| E‑V65 | especialmente en el Magreb             |
|       | especialmente en el Magreb             |

| E‑V13 | en Grecia, los Balcanes y todo Europa |
|       | en Grecia, los Balcanes y todo Europa |
| E‑V22 | África nororiental y Cercano Oriente  |
|       | África nororiental y Cercano Oriente  |

| E‑V12 | desde el Cuerno de África hasta Egipto |
|       | desde el Cuerno de África hasta Egipto |
| E‑V65 | especialmente en el Magreb             |
|       | especialmente en el Magreb             |

| E‑V13 | en Grecia, los Balcanes y todo Europa |
|       | en Grecia, los Balcanes y todo Europa |
| E‑V22 | África nororiental y Cercano Oriente  |
|       | África nororiental y Cercano Oriente  |

| E‑M81      | especialmente el Magreb y sudoeste de Europa |
|            | especialmente el Magreb y sudoeste de Europa |
| E‑Z830     | \| E‑M123 \| Cercano Oriente y Europa \| \| \| Cercano Oriente y Europa \| \| E‑CTS10880 \| Cercano Oriente y África Oriental \| \| \| Cercano Oriente y África Oriental \| |
|            | \| E‑M123 \| Cercano Oriente y Europa \| \| \| Cercano Oriente y Europa \| \| E‑CTS10880 \| Cercano Oriente y África Oriental \| \| \| Cercano Oriente y África Oriental \| |
| E‑M123     | Cercano Oriente y Europa |
|            | Cercano Oriente y Europa |
| E‑CTS10880 | Cercano Oriente y África Oriental |
|            | Cercano Oriente y África Oriental |

| E‑M123     | Cercano Oriente y Europa          |
|            | Cercano Oriente y Europa          |
| E‑CTS10880 | Cercano Oriente y África Oriental |
|            | Cercano Oriente y África Oriental |

| E‑V43 | \| \| E-M4706 África Subsahariana, importante en bantúes \| \| \| \| \| \| E-U175 especialmente en África Occidental \| \| \| \| |
|       | \| \| E-M4706 África Subsahariana, importante en bantúes \| \| \| \| \| \| E-U175 especialmente en África Occidental \| \| \| \| |
|       | E-Z5994 poco en África Occidental                                                                                                |
|       | |
|       | E-M4706 África Subsahariana, importante en bantúes                                                                               |
|       | |
|       | E-U175 especialmente en África Occidental                                                                                        |
|       | |

|  | E-M4706 África Subsahariana, importante en bantúes |
|  |                                                    |
|  | E-U175 especialmente en África Occidental          |
|  |                                                    |

| E‑V43 | \| \| E-M4706 África Subsahariana, importante en bantúes \| \| \| \| \| \| E-U175 especialmente en África Occidental \| \| \| \| |
|       | \| \| E-M4706 África Subsahariana, importante en bantúes \| \| \| \| \| \| E-U175 especialmente en África Occidental \| \| \| \| |
|       | E-Z5994 poco en África Occidental                                                                                                |
|       | |
|       | E-M4706 África Subsahariana, importante en bantúes                                                                               |
|       | |
|       | E-U175 especialmente en África Occidental                                                                                        |
|       | |

|  | E-M4706 África Subsahariana, importante en bantúes |
|  |                                                    |
|  | E-U175 especialmente en África Occidental          |
|  |                                                    |

| E‑V12 | desde el Cuerno de África hasta Egipto |
|       | desde el Cuerno de África hasta Egipto |
| E‑V65 | especialmente en el Magreb             |
|       | especialmente en el Magreb             |

| E‑V13 | en Grecia, los Balcanes y todo Europa |
|       | en Grecia, los Balcanes y todo Europa |
| E‑V22 | África nororiental y Cercano Oriente  |
|       | África nororiental y Cercano Oriente  |

| E‑V12 | desde el Cuerno de África hasta Egipto |
|       | desde el Cuerno de África hasta Egipto |
| E‑V65 | especialmente en el Magreb             |
|       | especialmente en el Magreb             |

| E‑V13 | en Grecia, los Balcanes y todo Europa |
|       | en Grecia, los Balcanes y todo Europa |
| E‑V22 | África nororiental y Cercano Oriente  |
|       | África nororiental y Cercano Oriente  |

| E‑M81      | especialmente el Magreb y sudoeste de Europa |
|            | especialmente el Magreb y sudoeste de Europa |
| E‑Z830     | \| E‑M123 \| Cercano Oriente y Europa \| \| \| Cercano Oriente y Europa \| \| E‑CTS10880 \| Cercano Oriente y África Oriental \| \| \| Cercano Oriente y África Oriental \| |
|            | \| E‑M123 \| Cercano Oriente y Europa \| \| \| Cercano Oriente y Europa \| \| E‑CTS10880 \| Cercano Oriente y África Oriental \| \| \| Cercano Oriente y África Oriental \| |
| E‑M123     | Cercano Oriente y Europa |
|            | Cercano Oriente y Europa |
| E‑CTS10880 | Cercano Oriente y África Oriental |
|            | Cercano Oriente y África Oriental |

| E‑M123     | Cercano Oriente y Europa          |
|            | Cercano Oriente y Europa          |
| E‑CTS10880 | Cercano Oriente y África Oriental |
|            | Cercano Oriente y África Oriental |

| E‑V12 | desde el Cuerno de África hasta Egipto |
|       | desde el Cuerno de África hasta Egipto |
| E‑V65 | especialmente en el Magreb             |
|       | especialmente en el Magreb             |

| E‑V13 | en Grecia, los Balcanes y todo Europa |
|       | en Grecia, los Balcanes y todo Europa |
| E‑V22 | África nororiental y Cercano Oriente  |
|       | África nororiental y Cercano Oriente  |

| E‑V12 | desde el Cuerno de África hasta Egipto |
|       | desde el Cuerno de África hasta Egipto |
| E‑V65 | especialmente en el Magreb             |
|       | especialmente en el Magreb             |

| E‑V13 | en Grecia, los Balcanes y todo Europa |
|       | en Grecia, los Balcanes y todo Europa |
| E‑V22 | África nororiental y Cercano Oriente  |
|       | África nororiental y Cercano Oriente  |

| E‑M81      | especialmente el Magreb y sudoeste de Europa |
|            | especialmente el Magreb y sudoeste de Europa |
| E‑Z830     | \| E‑M123 \| Cercano Oriente y Europa \| \| \| Cercano Oriente y Europa \| \| E‑CTS10880 \| Cercano Oriente y África Oriental \| \| \| Cercano Oriente y África Oriental \| |
|            | \| E‑M123 \| Cercano Oriente y Europa \| \| \| Cercano Oriente y Europa \| \| E‑CTS10880 \| Cercano Oriente y África Oriental \| \| \| Cercano Oriente y África Oriental \| |
| E‑M123     | Cercano Oriente y Europa |
|            | Cercano Oriente y Europa |
| E‑CTS10880 | Cercano Oriente y África Oriental |
|            | Cercano Oriente y África Oriental |

| E‑M123     | Cercano Oriente y Europa          |
|            | Cercano Oriente y Europa          |
| E‑CTS10880 | Cercano Oriente y África Oriental |
|            | Cercano Oriente y África Oriental |

| E‑V12 | desde el Cuerno de África hasta Egipto |
|       | desde el Cuerno de África hasta Egipto |
| E‑V65 | especialmente en el Magreb             |
|       | especialmente en el Magreb             |

| E‑V13 | en Grecia, los Balcanes y todo Europa |
|       | en Grecia, los Balcanes y todo Europa |
| E‑V22 | África nororiental y Cercano Oriente  |
|       | África nororiental y Cercano Oriente  |

| E‑V12 | desde el Cuerno de África hasta Egipto |
|       | desde el Cuerno de África hasta Egipto |
| E‑V65 | especialmente en el Magreb             |
|       | especialmente en el Magreb             |

| E‑V13 | en Grecia, los Balcanes y todo Europa |
|       | en Grecia, los Balcanes y todo Europa |
| E‑V22 | África nororiental y Cercano Oriente  |
|       | África nororiental y Cercano Oriente  |

| E‑M81      | especialmente el Magreb y sudoeste de Europa |
|            | especialmente el Magreb y sudoeste de Europa |
| E‑Z830     | \| E‑M123 \| Cercano Oriente y Europa \| \| \| Cercano Oriente y Europa \| \| E‑CTS10880 \| Cercano Oriente y África Oriental \| \| \| Cercano Oriente y África Oriental \| |
|            | \| E‑M123 \| Cercano Oriente y Europa \| \| \| Cercano Oriente y Europa \| \| E‑CTS10880 \| Cercano Oriente y África Oriental \| \| \| Cercano Oriente y África Oriental \| |
| E‑M123     | Cercano Oriente y Europa |
|            | Cercano Oriente y Europa |
| E‑CTS10880 | Cercano Oriente y África Oriental |
|            | Cercano Oriente y África Oriental |

| E‑M123     | Cercano Oriente y Europa          |
|            | Cercano Oriente y Europa          |
| E‑CTS10880 | Cercano Oriente y África Oriental |
|            | Cercano Oriente y África Oriental |

| E‑V12 | desde el Cuerno de África hasta Egipto |
|       | desde el Cuerno de África hasta Egipto |
| E‑V65 | especialmente en el Magreb             |
|       | especialmente en el Magreb             |

| E‑V13 | en Grecia, los Balcanes y todo Europa |
|       | en Grecia, los Balcanes y todo Europa |
| E‑V22 | África nororiental y Cercano Oriente  |
|       | África nororiental y Cercano Oriente  |

| E‑V12 | desde el Cuerno de África hasta Egipto |
|       | desde el Cuerno de África hasta Egipto |
| E‑V65 | especialmente en el Magreb             |
|       | especialmente en el Magreb             |

| E‑V13 | en Grecia, los Balcanes y todo Europa |
|       | en Grecia, los Balcanes y todo Europa |
| E‑V22 | África nororiental y Cercano Oriente  |
|       | África nororiental y Cercano Oriente  |

| E‑M81      | especialmente el Magreb y sudoeste de Europa |
|            | especialmente el Magreb y sudoeste de Europa |
| E‑Z830     | \| E‑M123 \| Cercano Oriente y Europa \| \| \| Cercano Oriente y Europa \| \| E‑CTS10880 \| Cercano Oriente y África Oriental \| \| \| Cercano Oriente y África Oriental \| |
|            | \| E‑M123 \| Cercano Oriente y Europa \| \| \| Cercano Oriente y Europa \| \| E‑CTS10880 \| Cercano Oriente y África Oriental \| \| \| Cercano Oriente y África Oriental \| |
| E‑M123     | Cercano Oriente y Europa |
|            | Cercano Oriente y Europa |
| E‑CTS10880 | Cercano Oriente y África Oriental |
|            | Cercano Oriente y África Oriental |

| E‑M123     | Cercano Oriente y Europa          |
|            | Cercano Oriente y Europa          |
| E‑CTS10880 | Cercano Oriente y África Oriental |
|            | Cercano Oriente y África Oriental |

| E‑V43 | \| \| E-M4706 África Subsahariana, importante en bantúes \| \| \| \| \| \| E-U175 especialmente en África Occidental \| \| \| \| |
|       | \| \| E-M4706 África Subsahariana, importante en bantúes \| \| \| \| \| \| E-U175 especialmente en África Occidental \| \| \| \| |
|       | E-Z5994 poco en África Occidental                                                                                                |
|       | |
|       | E-M4706 África Subsahariana, importante en bantúes                                                                               |
|       | |
|       | E-U175 especialmente en África Occidental                                                                                        |
|       | |

|  | E-M4706 África Subsahariana, importante en bantúes |
|  |                                                    |
|  | E-U175 especialmente en África Occidental          |
|  |                                                    |

| E‑V43 | \| \| E-M4706 África Subsahariana, importante en bantúes \| \| \| \| \| \| E-U175 especialmente en África Occidental \| \| \| \| |
|       | \| \| E-M4706 África Subsahariana, importante en bantúes \| \| \| \| \| \| E-U175 especialmente en África Occidental \| \| \| \| |
|       | E-Z5994 poco en África Occidental                                                                                                |
|       | |
|       | E-M4706 África Subsahariana, importante en bantúes                                                                               |
|       | |
|       | E-U175 especialmente en África Occidental                                                                                        |
|       | |

|  | E-M4706 África Subsahariana, importante en bantúes |
|  |                                                    |
|  | E-U175 especialmente en África Occidental          |
|  |                                                    |

| E‑V12 | desde el Cuerno de África hasta Egipto |
|       | desde el Cuerno de África hasta Egipto |
| E‑V65 | especialmente en el Magreb             |
|       | especialmente en el Magreb             |

| E‑V13 | en Grecia, los Balcanes y todo Europa |
|       | en Grecia, los Balcanes y todo Europa |
| E‑V22 | África nororiental y Cercano Oriente  |
|       | África nororiental y Cercano Oriente  |

| E‑V12 | desde el Cuerno de África hasta Egipto |
|       | desde el Cuerno de África hasta Egipto |
| E‑V65 | especialmente en el Magreb             |
|       | especialmente en el Magreb             |

| E‑V13 | en Grecia, los Balcanes y todo Europa |
|       | en Grecia, los Balcanes y todo Europa |
| E‑V22 | África nororiental y Cercano Oriente  |
|       | África nororiental y Cercano Oriente  |

| E‑M81      | especialmente el Magreb y sudoeste de Europa |
|            | especialmente el Magreb y sudoeste de Europa |
| E‑Z830     | \| E‑M123 \| Cercano Oriente y Europa \| \| \| Cercano Oriente y Europa \| \| E‑CTS10880 \| Cercano Oriente y África Oriental \| \| \| Cercano Oriente y África Oriental \| |
|            | \| E‑M123 \| Cercano Oriente y Europa \| \| \| Cercano Oriente y Europa \| \| E‑CTS10880 \| Cercano Oriente y África Oriental \| \| \| Cercano Oriente y África Oriental \| |
| E‑M123     | Cercano Oriente y Europa |
|            | Cercano Oriente y Europa |
| E‑CTS10880 | Cercano Oriente y África Oriental |
|            | Cercano Oriente y África Oriental |

| E‑M123     | Cercano Oriente y Europa          |
|            | Cercano Oriente y Europa          |
| E‑CTS10880 | Cercano Oriente y África Oriental |
|            | Cercano Oriente y África Oriental |

| E‑V12 | desde el Cuerno de África hasta Egipto |
|       | desde el Cuerno de África hasta Egipto |
| E‑V65 | especialmente en el Magreb             |
|       | especialmente en el Magreb             |

| E‑V13 | en Grecia, los Balcanes y todo Europa |
|       | en Grecia, los Balcanes y todo Europa |
| E‑V22 | África nororiental y Cercano Oriente  |
|       | África nororiental y Cercano Oriente  |

| E‑V12 | desde el Cuerno de África hasta Egipto |
|       | desde el Cuerno de África hasta Egipto |
| E‑V65 | especialmente en el Magreb             |
|       | especialmente en el Magreb             |

| E‑V13 | en Grecia, los Balcanes y todo Europa |
|       | en Grecia, los Balcanes y todo Europa |
| E‑V22 | África nororiental y Cercano Oriente  |
|       | África nororiental y Cercano Oriente  |

| E‑M81      | especialmente el Magreb y sudoeste de Europa |
|            | especialmente el Magreb y sudoeste de Europa |
| E‑Z830     | \| E‑M123 \| Cercano Oriente y Europa \| \| \| Cercano Oriente y Europa \| \| E‑CTS10880 \| Cercano Oriente y África Oriental \| \| \| Cercano Oriente y África Oriental \| |
|            | \| E‑M123 \| Cercano Oriente y Europa \| \| \| Cercano Oriente y Europa \| \| E‑CTS10880 \| Cercano Oriente y África Oriental \| \| \| Cercano Oriente y África Oriental \| |
| E‑M123     | Cercano Oriente y Europa |
|            | Cercano Oriente y Europa |
| E‑CTS10880 | Cercano Oriente y África Oriental |
|            | Cercano Oriente y África Oriental |

| E‑M123     | Cercano Oriente y Europa          |
|            | Cercano Oriente y Europa          |
| E‑CTS10880 | Cercano Oriente y África Oriental |
|            | Cercano Oriente y África Oriental |

| E‑V12 | desde el Cuerno de África hasta Egipto |
|       | desde el Cuerno de África hasta Egipto |
| E‑V65 | especialmente en el Magreb             |
|       | especialmente en el Magreb             |

| E‑V13 | en Grecia, los Balcanes y todo Europa |
|       | en Grecia, los Balcanes y todo Europa |
| E‑V22 | África nororiental y Cercano Oriente  |
|       | África nororiental y Cercano Oriente  |

| E‑V12 | desde el Cuerno de África hasta Egipto |
|       | desde el Cuerno de África hasta Egipto |
| E‑V65 | especialmente en el Magreb             |
|       | especialmente en el Magreb             |

| E‑V13 | en Grecia, los Balcanes y todo Europa |
|       | en Grecia, los Balcanes y todo Europa |
| E‑V22 | África nororiental y Cercano Oriente  |
|       | África nororiental y Cercano Oriente  |

| E‑M81      | especialmente el Magreb y sudoeste de Europa |
|            | especialmente el Magreb y sudoeste de Europa |
| E‑Z830     | \| E‑M123 \| Cercano Oriente y Europa \| \| \| Cercano Oriente y Europa \| \| E‑CTS10880 \| Cercano Oriente y África Oriental \| \| \| Cercano Oriente y África Oriental \| |
|            | \| E‑M123 \| Cercano Oriente y Europa \| \| \| Cercano Oriente y Europa \| \| E‑CTS10880 \| Cercano Oriente y África Oriental \| \| \| Cercano Oriente y África Oriental \| |
| E‑M123     | Cercano Oriente y Europa |
|            | Cercano Oriente y Europa |
| E‑CTS10880 | Cercano Oriente y África Oriental |
|            | Cercano Oriente y África Oriental |

| E‑M123     | Cercano Oriente y Europa          |
|            | Cercano Oriente y Europa          |
| E‑CTS10880 | Cercano Oriente y África Oriental |
|            | Cercano Oriente y África Oriental |

| E‑V12 | desde el Cuerno de África hasta Egipto |
|       | desde el Cuerno de África hasta Egipto |
| E‑V65 | especialmente en el Magreb             |
|       | especialmente en el Magreb             |

| E‑V13 | en Grecia, los Balcanes y todo Europa |
|       | en Grecia, los Balcanes y todo Europa |
| E‑V22 | África nororiental y Cercano Oriente  |
|       | África nororiental y Cercano Oriente  |

| E‑V12 | desde el Cuerno de África hasta Egipto |
|       | desde el Cuerno de África hasta Egipto |
| E‑V65 | especialmente en el Magreb             |
|       | especialmente en el Magreb             |

| E‑V13 | en Grecia, los Balcanes y todo Europa |
|       | en Grecia, los Balcanes y todo Europa |
| E‑V22 | África nororiental y Cercano Oriente  |
|       | África nororiental y Cercano Oriente  |

| E‑M81      | especialmente el Magreb y sudoeste de Europa |
|            | especialmente el Magreb y sudoeste de Europa |
| E‑Z830     | \| E‑M123 \| Cercano Oriente y Europa \| \| \| Cercano Oriente y Europa \| \| E‑CTS10880 \| Cercano Oriente y África Oriental \| \| \| Cercano Oriente y África Oriental \| |
|            | \| E‑M123 \| Cercano Oriente y Europa \| \| \| Cercano Oriente y Europa \| \| E‑CTS10880 \| Cercano Oriente y África Oriental \| \| \| Cercano Oriente y África Oriental \| |
| E‑M123     | Cercano Oriente y Europa |
|            | Cercano Oriente y Europa |
| E‑CTS10880 | Cercano Oriente y África Oriental |
|            | Cercano Oriente y África Oriental |

| E‑M123     | Cercano Oriente y Europa          |
|            | Cercano Oriente y Europa          |
| E‑CTS10880 | Cercano Oriente y África Oriental |
|            | Cercano Oriente y África Oriental |

| E‑V43 | \| \| E-M4706 África Subsahariana, importante en bantúes \| \| \| \| \| \| E-U175 especialmente en África Occidental \| \| \| \| |
|       | \| \| E-M4706 África Subsahariana, importante en bantúes \| \| \| \| \| \| E-U175 especialmente en África Occidental \| \| \| \| |
|       | E-Z5994 poco en África Occidental                                                                                                |
|       | |
|       | E-M4706 África Subsahariana, importante en bantúes                                                                               |
|       | |
|       | E-U175 especialmente en África Occidental                                                                                        |
|       | |

|  | E-M4706 África Subsahariana, importante en bantúes |
|  |                                                    |
|  | E-U175 especialmente en África Occidental          |
|  |                                                    |

| E‑V43 | \| \| E-M4706 África Subsahariana, importante en bantúes \| \| \| \| \| \| E-U175 especialmente en África Occidental \| \| \| \| |
|       | \| \| E-M4706 África Subsahariana, importante en bantúes \| \| \| \| \| \| E-U175 especialmente en África Occidental \| \| \| \| |
|       | E-Z5994 poco en África Occidental                                                                                                |
|       | |
|       | E-M4706 África Subsahariana, importante en bantúes                                                                               |
|       | |
|       | E-U175 especialmente en África Occidental                                                                                        |
|       | |

|  | E-M4706 África Subsahariana, importante en bantúes |
|  |                                                    |
|  | E-U175 especialmente en África Occidental          |
|  |                                                    |

| E‑V12 | desde el Cuerno de África hasta Egipto |
|       | desde el Cuerno de África hasta Egipto |
| E‑V65 | especialmente en el Magreb             |
|       | especialmente en el Magreb             |

| E‑V13 | en Grecia, los Balcanes y todo Europa |
|       | en Grecia, los Balcanes y todo Europa |
| E‑V22 | África nororiental y Cercano Oriente  |
|       | África nororiental y Cercano Oriente  |

| E‑V12 | desde el Cuerno de África hasta Egipto |
|       | desde el Cuerno de África hasta Egipto |
| E‑V65 | especialmente en el Magreb             |
|       | especialmente en el Magreb             |

| E‑V13 | en Grecia, los Balcanes y todo Europa |
|       | en Grecia, los Balcanes y todo Europa |
| E‑V22 | África nororiental y Cercano Oriente  |
|       | África nororiental y Cercano Oriente  |

| E‑M81      | especialmente el Magreb y sudoeste de Europa |
|            | especialmente el Magreb y sudoeste de Europa |
| E‑Z830     | \| E‑M123 \| Cercano Oriente y Europa \| \| \| Cercano Oriente y Europa \| \| E‑CTS10880 \| Cercano Oriente y África Oriental \| \| \| Cercano Oriente y África Oriental \| |
|            | \| E‑M123 \| Cercano Oriente y Europa \| \| \| Cercano Oriente y Europa \| \| E‑CTS10880 \| Cercano Oriente y África Oriental \| \| \| Cercano Oriente y África Oriental \| |
| E‑M123     | Cercano Oriente y Europa |
|            | Cercano Oriente y Europa |
| E‑CTS10880 | Cercano Oriente y África Oriental |
|            | Cercano Oriente y África Oriental |

| E‑M123     | Cercano Oriente y Europa          |
|            | Cercano Oriente y Europa          |
| E‑CTS10880 | Cercano Oriente y África Oriental |
|            | Cercano Oriente y África Oriental |

| E‑V12 | desde el Cuerno de África hasta Egipto |
|       | desde el Cuerno de África hasta Egipto |
| E‑V65 | especialmente en el Magreb             |
|       | especialmente en el Magreb             |

| E‑V13 | en Grecia, los Balcanes y todo Europa |
|       | en Grecia, los Balcanes y todo Europa |
| E‑V22 | África nororiental y Cercano Oriente  |
|       | África nororiental y Cercano Oriente  |

| E‑V12 | desde el Cuerno de África hasta Egipto |
|       | desde el Cuerno de África hasta Egipto |
| E‑V65 | especialmente en el Magreb             |
|       | especialmente en el Magreb             |

| E‑V13 | en Grecia, los Balcanes y todo Europa |
|       | en Grecia, los Balcanes y todo Europa |
| E‑V22 | África nororiental y Cercano Oriente  |
|       | África nororiental y Cercano Oriente  |

| E‑M81      | especialmente el Magreb y sudoeste de Europa |
|            | especialmente el Magreb y sudoeste de Europa |
| E‑Z830     | \| E‑M123 \| Cercano Oriente y Europa \| \| \| Cercano Oriente y Europa \| \| E‑CTS10880 \| Cercano Oriente y África Oriental \| \| \| Cercano Oriente y África Oriental \| |
|            | \| E‑M123 \| Cercano Oriente y Europa \| \| \| Cercano Oriente y Europa \| \| E‑CTS10880 \| Cercano Oriente y África Oriental \| \| \| Cercano Oriente y África Oriental \| |
| E‑M123     | Cercano Oriente y Europa |
|            | Cercano Oriente y Europa |
| E‑CTS10880 | Cercano Oriente y África Oriental |
|            | Cercano Oriente y África Oriental |

| E‑M123     | Cercano Oriente y Europa          |
|            | Cercano Oriente y Europa          |
| E‑CTS10880 | Cercano Oriente y África Oriental |
|            | Cercano Oriente y África Oriental |

| E‑V12 | desde el Cuerno de África hasta Egipto |
|       | desde el Cuerno de África hasta Egipto |
| E‑V65 | especialmente en el Magreb             |
|       | especialmente en el Magreb             |

| E‑V13 | en Grecia, los Balcanes y todo Europa |
|       | en Grecia, los Balcanes y todo Europa |
| E‑V22 | África nororiental y Cercano Oriente  |
|       | África nororiental y Cercano Oriente  |

| E‑V12 | desde el Cuerno de África hasta Egipto |
|       | desde el Cuerno de África hasta Egipto |
| E‑V65 | especialmente en el Magreb             |
|       | especialmente en el Magreb             |

| E‑V13 | en Grecia, los Balcanes y todo Europa |
|       | en Grecia, los Balcanes y todo Europa |
| E‑V22 | África nororiental y Cercano Oriente  |
|       | África nororiental y Cercano Oriente  |

| E‑M81      | especialmente el Magreb y sudoeste de Europa |
|            | especialmente el Magreb y sudoeste de Europa |
| E‑Z830     | \| E‑M123 \| Cercano Oriente y Europa \| \| \| Cercano Oriente y Europa \| \| E‑CTS10880 \| Cercano Oriente y África Oriental \| \| \| Cercano Oriente y África Oriental \| |
|            | \| E‑M123 \| Cercano Oriente y Europa \| \| \| Cercano Oriente y Europa \| \| E‑CTS10880 \| Cercano Oriente y África Oriental \| \| \| Cercano Oriente y África Oriental \| |
| E‑M123     | Cercano Oriente y Europa |
|            | Cercano Oriente y Europa |
| E‑CTS10880 | Cercano Oriente y África Oriental |
|            | Cercano Oriente y África Oriental |

| E‑M123     | Cercano Oriente y Europa          |
|            | Cercano Oriente y Europa          |
| E‑CTS10880 | Cercano Oriente y África Oriental |
|            | Cercano Oriente y África Oriental |

| E‑V12 | desde el Cuerno de África hasta Egipto |
|       | desde el Cuerno de África hasta Egipto |
| E‑V65 | especialmente en el Magreb             |
|       | especialmente en el Magreb             |

| E‑V13 | en Grecia, los Balcanes y todo Europa |
|       | en Grecia, los Balcanes y todo Europa |
| E‑V22 | África nororiental y Cercano Oriente  |
|       | África nororiental y Cercano Oriente  |

| E‑V12 | desde el Cuerno de África hasta Egipto |
|       | desde el Cuerno de África hasta Egipto |
| E‑V65 | especialmente en el Magreb             |
|       | especialmente en el Magreb             |

| E‑V13 | en Grecia, los Balcanes y todo Europa |
|       | en Grecia, los Balcanes y todo Europa |
| E‑V22 | África nororiental y Cercano Oriente  |
|       | África nororiental y Cercano Oriente  |

| E‑M81      | especialmente el Magreb y sudoeste de Europa |
|            | especialmente el Magreb y sudoeste de Europa |
| E‑Z830     | \| E‑M123 \| Cercano Oriente y Europa \| \| \| Cercano Oriente y Europa \| \| E‑CTS10880 \| Cercano Oriente y África Oriental \| \| \| Cercano Oriente y África Oriental \| |
|            | \| E‑M123 \| Cercano Oriente y Europa \| \| \| Cercano Oriente y Europa \| \| E‑CTS10880 \| Cercano Oriente y África Oriental \| \| \| Cercano Oriente y África Oriental \| |
| E‑M123     | Cercano Oriente y Europa |
|            | Cercano Oriente y Europa |
| E‑CTS10880 | Cercano Oriente y África Oriental |
|            | Cercano Oriente y África Oriental |

| E‑M123     | Cercano Oriente y Europa          |
|            | Cercano Oriente y Europa          |
| E‑CTS10880 | Cercano Oriente y África Oriental |
|            | Cercano Oriente y África Oriental |

| E‑V43 | \| \| E-M4706 África Subsahariana, importante en bantúes \| \| \| \| \| \| E-U175 especialmente en África Occidental \| \| \| \| |
|       | \| \| E-M4706 África Subsahariana, importante en bantúes \| \| \| \| \| \| E-U175 especialmente en África Occidental \| \| \| \| |
|       | E-Z5994 poco en África Occidental                                                                                                |
|       | |
|       | E-M4706 África Subsahariana, importante en bantúes                                                                               |
|       | |
|       | E-U175 especialmente en África Occidental                                                                                        |
|       | |

|  | E-M4706 África Subsahariana, importante en bantúes |
|  |                                                    |
|  | E-U175 especialmente en África Occidental          |
|  |                                                    |

| E‑V43 | \| \| E-M4706 África Subsahariana, importante en bantúes \| \| \| \| \| \| E-U175 especialmente en África Occidental \| \| \| \| |
|       | \| \| E-M4706 África Subsahariana, importante en bantúes \| \| \| \| \| \| E-U175 especialmente en África Occidental \| \| \| \| |
|       | E-Z5994 poco en África Occidental                                                                                                |
|       | |
|       | E-M4706 África Subsahariana, importante en bantúes                                                                               |
|       | |
|       | E-U175 especialmente en África Occidental                                                                                        |
|       | |

|  | E-M4706 África Subsahariana, importante en bantúes |
|  |                                                    |
|  | E-U175 especialmente en África Occidental          |
|  |                                                    |

| E‑V12 | desde el Cuerno de África hasta Egipto |
|       | desde el Cuerno de África hasta Egipto |
| E‑V65 | especialmente en el Magreb             |
|       | especialmente en el Magreb             |

| E‑V13 | en Grecia, los Balcanes y todo Europa |
|       | en Grecia, los Balcanes y todo Europa |
| E‑V22 | África nororiental y Cercano Oriente  |
|       | África nororiental y Cercano Oriente  |

| E‑V12 | desde el Cuerno de África hasta Egipto |
|       | desde el Cuerno de África hasta Egipto |
| E‑V65 | especialmente en el Magreb             |
|       | especialmente en el Magreb             |

| E‑V13 | en Grecia, los Balcanes y todo Europa |
|       | en Grecia, los Balcanes y todo Europa |
| E‑V22 | África nororiental y Cercano Oriente  |
|       | África nororiental y Cercano Oriente  |

| E‑M81      | especialmente el Magreb y sudoeste de Europa |
|            | especialmente el Magreb y sudoeste de Europa |
| E‑Z830     | \| E‑M123 \| Cercano Oriente y Europa \| \| \| Cercano Oriente y Europa \| \| E‑CTS10880 \| Cercano Oriente y África Oriental \| \| \| Cercano Oriente y África Oriental \| |
|            | \| E‑M123 \| Cercano Oriente y Europa \| \| \| Cercano Oriente y Europa \| \| E‑CTS10880 \| Cercano Oriente y África Oriental \| \| \| Cercano Oriente y África Oriental \| |
| E‑M123     | Cercano Oriente y Europa |
|            | Cercano Oriente y Europa |
| E‑CTS10880 | Cercano Oriente y África Oriental |
|            | Cercano Oriente y África Oriental |

| E‑M123     | Cercano Oriente y Europa          |
|            | Cercano Oriente y Europa          |
| E‑CTS10880 | Cercano Oriente y África Oriental |
|            | Cercano Oriente y África Oriental |

| E‑V12 | desde el Cuerno de África hasta Egipto |
|       | desde el Cuerno de África hasta Egipto |
| E‑V65 | especialmente en el Magreb             |
|       | especialmente en el Magreb             |

| E‑V13 | en Grecia, los Balcanes y todo Europa |
|       | en Grecia, los Balcanes y todo Europa |
| E‑V22 | África nororiental y Cercano Oriente  |
|       | África nororiental y Cercano Oriente  |

| E‑V12 | desde el Cuerno de África hasta Egipto |
|       | desde el Cuerno de África hasta Egipto |
| E‑V65 | especialmente en el Magreb             |
|       | especialmente en el Magreb             |

| E‑V13 | en Grecia, los Balcanes y todo Europa |
|       | en Grecia, los Balcanes y todo Europa |
| E‑V22 | África nororiental y Cercano Oriente  |
|       | África nororiental y Cercano Oriente  |

| E‑M81      | especialmente el Magreb y sudoeste de Europa |
|            | especialmente el Magreb y sudoeste de Europa |
| E‑Z830     | \| E‑M123 \| Cercano Oriente y Europa \| \| \| Cercano Oriente y Europa \| \| E‑CTS10880 \| Cercano Oriente y África Oriental \| \| \| Cercano Oriente y África Oriental \| |
|            | \| E‑M123 \| Cercano Oriente y Europa \| \| \| Cercano Oriente y Europa \| \| E‑CTS10880 \| Cercano Oriente y África Oriental \| \| \| Cercano Oriente y África Oriental \| |
| E‑M123     | Cercano Oriente y Europa |
|            | Cercano Oriente y Europa |
| E‑CTS10880 | Cercano Oriente y África Oriental |
|            | Cercano Oriente y África Oriental |

| E‑M123     | Cercano Oriente y Europa          |
|            | Cercano Oriente y Europa          |
| E‑CTS10880 | Cercano Oriente y África Oriental |
|            | Cercano Oriente y África Oriental |

| E‑V12 | desde el Cuerno de África hasta Egipto |
|       | desde el Cuerno de África hasta Egipto |
| E‑V65 | especialmente en el Magreb             |
|       | especialmente en el Magreb             |

| E‑V13 | en Grecia, los Balcanes y todo Europa |
|       | en Grecia, los Balcanes y todo Europa |
| E‑V22 | África nororiental y Cercano Oriente  |
|       | África nororiental y Cercano Oriente  |

| E‑V12 | desde el Cuerno de África hasta Egipto |
|       | desde el Cuerno de África hasta Egipto |
| E‑V65 | especialmente en el Magreb             |
|       | especialmente en el Magreb             |

| E‑V13 | en Grecia, los Balcanes y todo Europa |
|       | en Grecia, los Balcanes y todo Europa |
| E‑V22 | África nororiental y Cercano Oriente  |
|       | África nororiental y Cercano Oriente  |

| E‑M81      | especialmente el Magreb y sudoeste de Europa |
|            | especialmente el Magreb y sudoeste de Europa |
| E‑Z830     | \| E‑M123 \| Cercano Oriente y Europa \| \| \| Cercano Oriente y Europa \| \| E‑CTS10880 \| Cercano Oriente y África Oriental \| \| \| Cercano Oriente y África Oriental \| |
|            | \| E‑M123 \| Cercano Oriente y Europa \| \| \| Cercano Oriente y Europa \| \| E‑CTS10880 \| Cercano Oriente y África Oriental \| \| \| Cercano Oriente y África Oriental \| |
| E‑M123     | Cercano Oriente y Europa |
|            | Cercano Oriente y Europa |
| E‑CTS10880 | Cercano Oriente y África Oriental |
|            | Cercano Oriente y África Oriental |

| E‑M123     | Cercano Oriente y Europa          |
|            | Cercano Oriente y Europa          |
| E‑CTS10880 | Cercano Oriente y África Oriental |
|            | Cercano Oriente y África Oriental |

| E‑V12 | desde el Cuerno de África hasta Egipto |
|       | desde el Cuerno de África hasta Egipto |
| E‑V65 | especialmente en el Magreb             |
|       | especialmente en el Magreb             |

| E‑V13 | en Grecia, los Balcanes y todo Europa |
|       | en Grecia, los Balcanes y todo Europa |
| E‑V22 | África nororiental y Cercano Oriente  |
|       | África nororiental y Cercano Oriente  |

| E‑V12 | desde el Cuerno de África hasta Egipto |
|       | desde el Cuerno de África hasta Egipto |
| E‑V65 | especialmente en el Magreb             |
|       | especialmente en el Magreb             |

| E‑V13 | en Grecia, los Balcanes y todo Europa |
|       | en Grecia, los Balcanes y todo Europa |
| E‑V22 | África nororiental y Cercano Oriente  |
|       | África nororiental y Cercano Oriente  |

| E‑M81      | especialmente el Magreb y sudoeste de Europa |
|            | especialmente el Magreb y sudoeste de Europa |
| E‑Z830     | \| E‑M123 \| Cercano Oriente y Europa \| \| \| Cercano Oriente y Europa \| \| E‑CTS10880 \| Cercano Oriente y África Oriental \| \| \| Cercano Oriente y África Oriental \| |
|            | \| E‑M123 \| Cercano Oriente y Europa \| \| \| Cercano Oriente y Europa \| \| E‑CTS10880 \| Cercano Oriente y África Oriental \| \| \| Cercano Oriente y África Oriental \| |
| E‑M123     | Cercano Oriente y Europa |
|            | Cercano Oriente y Europa |
| E‑CTS10880 | Cercano Oriente y África Oriental |
|            | Cercano Oriente y África Oriental |

| E‑M123     | Cercano Oriente y Europa          |
|            | Cercano Oriente y Europa          |
| E‑CTS10880 | Cercano Oriente y África Oriental |
|            | Cercano Oriente y África Oriental |

| E‑V43 | \| \| E-M4706 África Subsahariana, importante en bantúes \| \| \| \| \| \| E-U175 especialmente en África Occidental \| \| \| \| |
|       | \| \| E-M4706 África Subsahariana, importante en bantúes \| \| \| \| \| \| E-U175 especialmente en África Occidental \| \| \| \| |
|       | E-Z5994 poco en África Occidental                                                                                                |
|       | |
|       | E-M4706 África Subsahariana, importante en bantúes                                                                               |
|       | |
|       | E-U175 especialmente en África Occidental                                                                                        |
|       | |

|  | E-M4706 África Subsahariana, importante en bantúes |
|  |                                                    |
|  | E-U175 especialmente en África Occidental          |
|  |                                                    |

| E‑V43 | \| \| E-M4706 África Subsahariana, importante en bantúes \| \| \| \| \| \| E-U175 especialmente en África Occidental \| \| \| \| |
|       | \| \| E-M4706 África Subsahariana, importante en bantúes \| \| \| \| \| \| E-U175 especialmente en África Occidental \| \| \| \| |
|       | E-Z5994 poco en África Occidental                                                                                                |
|       | |
|       | E-M4706 África Subsahariana, importante en bantúes                                                                               |
|       | |
|       | E-U175 especialmente en África Occidental                                                                                        |
|       | |

|  | E-M4706 África Subsahariana, importante en bantúes |
|  |                                                    |
|  | E-U175 especialmente en África Occidental          |
|  |                                                    |

| E‑V12 | desde el Cuerno de África hasta Egipto |
|       | desde el Cuerno de África hasta Egipto |
| E‑V65 | especialmente en el Magreb             |
|       | especialmente en el Magreb             |

| E‑V13 | en Grecia, los Balcanes y todo Europa |
|       | en Grecia, los Balcanes y todo Europa |
| E‑V22 | África nororiental y Cercano Oriente  |
|       | África nororiental y Cercano Oriente  |

| E‑V12 | desde el Cuerno de África hasta Egipto |
|       | desde el Cuerno de África hasta Egipto |
| E‑V65 | especialmente en el Magreb             |
|       | especialmente en el Magreb             |

| E‑V13 | en Grecia, los Balcanes y todo Europa |
|       | en Grecia, los Balcanes y todo Europa |
| E‑V22 | África nororiental y Cercano Oriente  |
|       | África nororiental y Cercano Oriente  |

| E‑M81      | especialmente el Magreb y sudoeste de Europa |
|            | especialmente el Magreb y sudoeste de Europa |
| E‑Z830     | \| E‑M123 \| Cercano Oriente y Europa \| \| \| Cercano Oriente y Europa \| \| E‑CTS10880 \| Cercano Oriente y África Oriental \| \| \| Cercano Oriente y África Oriental \| |
|            | \| E‑M123 \| Cercano Oriente y Europa \| \| \| Cercano Oriente y Europa \| \| E‑CTS10880 \| Cercano Oriente y África Oriental \| \| \| Cercano Oriente y África Oriental \| |
| E‑M123     | Cercano Oriente y Europa |
|            | Cercano Oriente y Europa |
| E‑CTS10880 | Cercano Oriente y África Oriental |
|            | Cercano Oriente y África Oriental |

| E‑M123     | Cercano Oriente y Europa          |
|            | Cercano Oriente y Europa          |
| E‑CTS10880 | Cercano Oriente y África Oriental |
|            | Cercano Oriente y África Oriental |

| E‑V12 | desde el Cuerno de África hasta Egipto |
|       | desde el Cuerno de África hasta Egipto |
| E‑V65 | especialmente en el Magreb             |
|       | especialmente en el Magreb             |

| E‑V13 | en Grecia, los Balcanes y todo Europa |
|       | en Grecia, los Balcanes y todo Europa |
| E‑V22 | África nororiental y Cercano Oriente  |
|       | África nororiental y Cercano Oriente  |

| E‑V12 | desde el Cuerno de África hasta Egipto |
|       | desde el Cuerno de África hasta Egipto |
| E‑V65 | especialmente en el Magreb             |
|       | especialmente en el Magreb             |

| E‑V13 | en Grecia, los Balcanes y todo Europa |
|       | en Grecia, los Balcanes y todo Europa |
| E‑V22 | África nororiental y Cercano Oriente  |
|       | África nororiental y Cercano Oriente  |

| E‑M81      | especialmente el Magreb y sudoeste de Europa |
|            | especialmente el Magreb y sudoeste de Europa |
| E‑Z830     | \| E‑M123 \| Cercano Oriente y Europa \| \| \| Cercano Oriente y Europa \| \| E‑CTS10880 \| Cercano Oriente y África Oriental \| \| \| Cercano Oriente y África Oriental \| |
|            | \| E‑M123 \| Cercano Oriente y Europa \| \| \| Cercano Oriente y Europa \| \| E‑CTS10880 \| Cercano Oriente y África Oriental \| \| \| Cercano Oriente y África Oriental \| |
| E‑M123     | Cercano Oriente y Europa |
|            | Cercano Oriente y Europa |
| E‑CTS10880 | Cercano Oriente y África Oriental |
|            | Cercano Oriente y África Oriental |

| E‑M123     | Cercano Oriente y Europa          |
|            | Cercano Oriente y Europa          |
| E‑CTS10880 | Cercano Oriente y África Oriental |
|            | Cercano Oriente y África Oriental |

| E‑V12 | desde el Cuerno de África hasta Egipto |
|       | desde el Cuerno de África hasta Egipto |
| E‑V65 | especialmente en el Magreb             |
|       | especialmente en el Magreb             |

| E‑V13 | en Grecia, los Balcanes y todo Europa |
|       | en Grecia, los Balcanes y todo Europa |
| E‑V22 | África nororiental y Cercano Oriente  |
|       | África nororiental y Cercano Oriente  |

| E‑V12 | desde el Cuerno de África hasta Egipto |
|       | desde el Cuerno de África hasta Egipto |
| E‑V65 | especialmente en el Magreb             |
|       | especialmente en el Magreb             |

| E‑V13 | en Grecia, los Balcanes y todo Europa |
|       | en Grecia, los Balcanes y todo Europa |
| E‑V22 | África nororiental y Cercano Oriente  |
|       | África nororiental y Cercano Oriente  |

| E‑M81      | especialmente el Magreb y sudoeste de Europa |
|            | especialmente el Magreb y sudoeste de Europa |
| E‑Z830     | \| E‑M123 \| Cercano Oriente y Europa \| \| \| Cercano Oriente y Europa \| \| E‑CTS10880 \| Cercano Oriente y África Oriental \| \| \| Cercano Oriente y África Oriental \| |
|            | \| E‑M123 \| Cercano Oriente y Europa \| \| \| Cercano Oriente y Europa \| \| E‑CTS10880 \| Cercano Oriente y África Oriental \| \| \| Cercano Oriente y África Oriental \| |
| E‑M123     | Cercano Oriente y Europa |
|            | Cercano Oriente y Europa |
| E‑CTS10880 | Cercano Oriente y África Oriental |
|            | Cercano Oriente y África Oriental |

| E‑M123     | Cercano Oriente y Europa          |
|            | Cercano Oriente y Europa          |
| E‑CTS10880 | Cercano Oriente y África Oriental |
|            | Cercano Oriente y África Oriental |

| E‑V12 | desde el Cuerno de África hasta Egipto |
|       | desde el Cuerno de África hasta Egipto |
| E‑V65 | especialmente en el Magreb             |
|       | especialmente en el Magreb             |

| E‑V13 | en Grecia, los Balcanes y todo Europa |
|       | en Grecia, los Balcanes y todo Europa |
| E‑V22 | África nororiental y Cercano Oriente  |
|       | África nororiental y Cercano Oriente  |

| E‑V12 | desde el Cuerno de África hasta Egipto |
|       | desde el Cuerno de África hasta Egipto |
| E‑V65 | especialmente en el Magreb             |
|       | especialmente en el Magreb             |

| E‑V13 | en Grecia, los Balcanes y todo Europa |
|       | en Grecia, los Balcanes y todo Europa |
| E‑V22 | África nororiental y Cercano Oriente  |
|       | África nororiental y Cercano Oriente  |

| E‑M81      | especialmente el Magreb y sudoeste de Europa |
|            | especialmente el Magreb y sudoeste de Europa |
| E‑Z830     | \| E‑M123 \| Cercano Oriente y Europa \| \| \| Cercano Oriente y Europa \| \| E‑CTS10880 \| Cercano Oriente y África Oriental \| \| \| Cercano Oriente y África Oriental \| |
|            | \| E‑M123 \| Cercano Oriente y Europa \| \| \| Cercano Oriente y Europa \| \| E‑CTS10880 \| Cercano Oriente y África Oriental \| \| \| Cercano Oriente y África Oriental \| |
| E‑M123     | Cercano Oriente y Europa |
|            | Cercano Oriente y Europa |
| E‑CTS10880 | Cercano Oriente y África Oriental |
|            | Cercano Oriente y África Oriental |

| E‑M123     | Cercano Oriente y Europa          |
|            | Cercano Oriente y Europa          |
| E‑CTS10880 | Cercano Oriente y África Oriental |
|            | Cercano Oriente y África Oriental |

| E‑V43 | \| \| E-M4706 África Subsahariana, importante en bantúes \| \| \| \| \| \| E-U175 especialmente en África Occidental \| \| \| \| |
|       | \| \| E-M4706 África Subsahariana, importante en bantúes \| \| \| \| \| \| E-U175 especialmente en África Occidental \| \| \| \| |
|       | E-Z5994 poco en África Occidental                                                                                                |
|       | |
|       | E-M4706 África Subsahariana, importante en bantúes                                                                               |
|       | |
|       | E-U175 especialmente en África Occidental                                                                                        |
|       | |

|  | E-M4706 África Subsahariana, importante en bantúes |
|  |                                                    |
|  | E-U175 especialmente en África Occidental          |
|  |                                                    |

| E‑V43 | \| \| E-M4706 África Subsahariana, importante en bantúes \| \| \| \| \| \| E-U175 especialmente en África Occidental \| \| \| \| |
|       | \| \| E-M4706 África Subsahariana, importante en bantúes \| \| \| \| \| \| E-U175 especialmente en África Occidental \| \| \| \| |
|       | E-Z5994 poco en África Occidental                                                                                                |
|       | |
|       | E-M4706 África Subsahariana, importante en bantúes                                                                               |
|       | |
|       | E-U175 especialmente en África Occidental                                                                                        |
|       | |

|  | E-M4706 África Subsahariana, importante en bantúes |
|  |                                                    |
|  | E-U175 especialmente en África Occidental          |
|  |                                                    |

| E‑V12 | desde el Cuerno de África hasta Egipto |
|       | desde el Cuerno de África hasta Egipto |
| E‑V65 | especialmente en el Magreb             |
|       | especialmente en el Magreb             |

| E‑V13 | en Grecia, los Balcanes y todo Europa |
|       | en Grecia, los Balcanes y todo Europa |
| E‑V22 | África nororiental y Cercano Oriente  |
|       | África nororiental y Cercano Oriente  |

| E‑V12 | desde el Cuerno de África hasta Egipto |
|       | desde el Cuerno de África hasta Egipto |
| E‑V65 | especialmente en el Magreb             |
|       | especialmente en el Magreb             |

| E‑V13 | en Grecia, los Balcanes y todo Europa |
|       | en Grecia, los Balcanes y todo Europa |
| E‑V22 | África nororiental y Cercano Oriente  |
|       | África nororiental y Cercano Oriente  |

| E‑M81      | especialmente el Magreb y sudoeste de Europa |
|            | especialmente el Magreb y sudoeste de Europa |
| E‑Z830     | \| E‑M123 \| Cercano Oriente y Europa \| \| \| Cercano Oriente y Europa \| \| E‑CTS10880 \| Cercano Oriente y África Oriental \| \| \| Cercano Oriente y África Oriental \| |
|            | \| E‑M123 \| Cercano Oriente y Europa \| \| \| Cercano Oriente y Europa \| \| E‑CTS10880 \| Cercano Oriente y África Oriental \| \| \| Cercano Oriente y África Oriental \| |
| E‑M123     | Cercano Oriente y Europa |
|            | Cercano Oriente y Europa |
| E‑CTS10880 | Cercano Oriente y África Oriental |
|            | Cercano Oriente y África Oriental |

| E‑M123     | Cercano Oriente y Europa          |
|            | Cercano Oriente y Europa          |
| E‑CTS10880 | Cercano Oriente y África Oriental |
|            | Cercano Oriente y África Oriental |

| E‑V12 | desde el Cuerno de África hasta Egipto |
|       | desde el Cuerno de África hasta Egipto |
| E‑V65 | especialmente en el Magreb             |
|       | especialmente en el Magreb             |

| E‑V13 | en Grecia, los Balcanes y todo Europa |
|       | en Grecia, los Balcanes y todo Europa |
| E‑V22 | África nororiental y Cercano Oriente  |
|       | África nororiental y Cercano Oriente  |

| E‑V12 | desde el Cuerno de África hasta Egipto |
|       | desde el Cuerno de África hasta Egipto |
| E‑V65 | especialmente en el Magreb             |
|       | especialmente en el Magreb             |

| E‑V13 | en Grecia, los Balcanes y todo Europa |
|       | en Grecia, los Balcanes y todo Europa |
| E‑V22 | África nororiental y Cercano Oriente  |
|       | África nororiental y Cercano Oriente  |

| E‑M81      | especialmente el Magreb y sudoeste de Europa |
|            | especialmente el Magreb y sudoeste de Europa |
| E‑Z830     | \| E‑M123 \| Cercano Oriente y Europa \| \| \| Cercano Oriente y Europa \| \| E‑CTS10880 \| Cercano Oriente y África Oriental \| \| \| Cercano Oriente y África Oriental \| |
|            | \| E‑M123 \| Cercano Oriente y Europa \| \| \| Cercano Oriente y Europa \| \| E‑CTS10880 \| Cercano Oriente y África Oriental \| \| \| Cercano Oriente y África Oriental \| |
| E‑M123     | Cercano Oriente y Europa |
|            | Cercano Oriente y Europa |
| E‑CTS10880 | Cercano Oriente y África Oriental |
|            | Cercano Oriente y África Oriental |

| E‑M123     | Cercano Oriente y Europa          |
|            | Cercano Oriente y Europa          |
| E‑CTS10880 | Cercano Oriente y África Oriental |
|            | Cercano Oriente y África Oriental |

| E‑V12 | desde el Cuerno de África hasta Egipto |
|       | desde el Cuerno de África hasta Egipto |
| E‑V65 | especialmente en el Magreb             |
|       | especialmente en el Magreb             |

| E‑V13 | en Grecia, los Balcanes y todo Europa |
|       | en Grecia, los Balcanes y todo Europa |
| E‑V22 | África nororiental y Cercano Oriente  |
|       | África nororiental y Cercano Oriente  |

| E‑V12 | desde el Cuerno de África hasta Egipto |
|       | desde el Cuerno de África hasta Egipto |
| E‑V65 | especialmente en el Magreb             |
|       | especialmente en el Magreb             |

| E‑V13 | en Grecia, los Balcanes y todo Europa |
|       | en Grecia, los Balcanes y todo Europa |
| E‑V22 | África nororiental y Cercano Oriente  |
|       | África nororiental y Cercano Oriente  |

| E‑M81      | especialmente el Magreb y sudoeste de Europa |
|            | especialmente el Magreb y sudoeste de Europa |
| E‑Z830     | \| E‑M123 \| Cercano Oriente y Europa \| \| \| Cercano Oriente y Europa \| \| E‑CTS10880 \| Cercano Oriente y África Oriental \| \| \| Cercano Oriente y África Oriental \| |
|            | \| E‑M123 \| Cercano Oriente y Europa \| \| \| Cercano Oriente y Europa \| \| E‑CTS10880 \| Cercano Oriente y África Oriental \| \| \| Cercano Oriente y África Oriental \| |
| E‑M123     | Cercano Oriente y Europa |
|            | Cercano Oriente y Europa |
| E‑CTS10880 | Cercano Oriente y África Oriental |
|            | Cercano Oriente y África Oriental |

| E‑M123     | Cercano Oriente y Europa          |
|            | Cercano Oriente y Europa          |
| E‑CTS10880 | Cercano Oriente y África Oriental |
|            | Cercano Oriente y África Oriental |

| E‑V12 | desde el Cuerno de África hasta Egipto |
|       | desde el Cuerno de África hasta Egipto |
| E‑V65 | especialmente en el Magreb             |
|       | especialmente en el Magreb             |

| E‑V13 | en Grecia, los Balcanes y todo Europa |
|       | en Grecia, los Balcanes y todo Europa |
| E‑V22 | África nororiental y Cercano Oriente  |
|       | África nororiental y Cercano Oriente  |

| E‑V12 | desde el Cuerno de África hasta Egipto |
|       | desde el Cuerno de África hasta Egipto |
| E‑V65 | especialmente en el Magreb             |
|       | especialmente en el Magreb             |

| E‑V13 | en Grecia, los Balcanes y todo Europa |
|       | en Grecia, los Balcanes y todo Europa |
| E‑V22 | África nororiental y Cercano Oriente  |
|       | África nororiental y Cercano Oriente  |

| E‑M81      | especialmente el Magreb y sudoeste de Europa |
|            | especialmente el Magreb y sudoeste de Europa |
| E‑Z830     | \| E‑M123 \| Cercano Oriente y Europa \| \| \| Cercano Oriente y Europa \| \| E‑CTS10880 \| Cercano Oriente y África Oriental \| \| \| Cercano Oriente y África Oriental \| |
|            | \| E‑M123 \| Cercano Oriente y Europa \| \| \| Cercano Oriente y Europa \| \| E‑CTS10880 \| Cercano Oriente y África Oriental \| \| \| Cercano Oriente y África Oriental \| |
| E‑M123     | Cercano Oriente y Europa |
|            | Cercano Oriente y Europa |
| E‑CTS10880 | Cercano Oriente y África Oriental |
|            | Cercano Oriente y África Oriental |

| E‑M123     | Cercano Oriente y Europa          |
|            | Cercano Oriente y Europa          |
| E‑CTS10880 | Cercano Oriente y África Oriental |
|            | Cercano Oriente y África Oriental |

| E‑V43 | \| \| E-M4706 África Subsahariana, importante en bantúes \| \| \| \| \| \| E-U175 especialmente en África Occidental \| \| \| \| |
|       | \| \| E-M4706 África Subsahariana, importante en bantúes \| \| \| \| \| \| E-U175 especialmente en África Occidental \| \| \| \| |
|       | E-Z5994 poco en África Occidental                                                                                                |
|       | |
|       | E-M4706 África Subsahariana, importante en bantúes                                                                               |
|       | |
|       | E-U175 especialmente en África Occidental                                                                                        |
|       | |

|  | E-M4706 África Subsahariana, importante en bantúes |
|  |                                                    |
|  | E-U175 especialmente en África Occidental          |
|  |                                                    |

| E‑V43 | \| \| E-M4706 África Subsahariana, importante en bantúes \| \| \| \| \| \| E-U175 especialmente en África Occidental \| \| \| \| |
|       | \| \| E-M4706 África Subsahariana, importante en bantúes \| \| \| \| \| \| E-U175 especialmente en África Occidental \| \| \| \| |
|       | E-Z5994 poco en África Occidental                                                                                                |
|       | |
|       | E-M4706 África Subsahariana, importante en bantúes                                                                               |
|       | |
|       | E-U175 especialmente en África Occidental                                                                                        |
|       | |

|  | E-M4706 África Subsahariana, importante en bantúes |
|  |                                                    |
|  | E-U175 especialmente en África Occidental          |
|  |                                                    |

| E‑V12 | desde el Cuerno de África hasta Egipto |
|       | desde el Cuerno de África hasta Egipto |
| E‑V65 | especialmente en el Magreb             |
|       | especialmente en el Magreb             |

| E‑V13 | en Grecia, los Balcanes y todo Europa |
|       | en Grecia, los Balcanes y todo Europa |
| E‑V22 | África nororiental y Cercano Oriente  |
|       | África nororiental y Cercano Oriente  |

| E‑V12 | desde el Cuerno de África hasta Egipto |
|       | desde el Cuerno de África hasta Egipto |
| E‑V65 | especialmente en el Magreb             |
|       | especialmente en el Magreb             |

| E‑V13 | en Grecia, los Balcanes y todo Europa |
|       | en Grecia, los Balcanes y todo Europa |
| E‑V22 | África nororiental y Cercano Oriente  |
|       | África nororiental y Cercano Oriente  |

| E‑M81      | especialmente el Magreb y sudoeste de Europa |
|            | especialmente el Magreb y sudoeste de Europa |
| E‑Z830     | \| E‑M123 \| Cercano Oriente y Europa \| \| \| Cercano Oriente y Europa \| \| E‑CTS10880 \| Cercano Oriente y África Oriental \| \| \| Cercano Oriente y África Oriental \| |
|            | \| E‑M123 \| Cercano Oriente y Europa \| \| \| Cercano Oriente y Europa \| \| E‑CTS10880 \| Cercano Oriente y África Oriental \| \| \| Cercano Oriente y África Oriental \| |
| E‑M123     | Cercano Oriente y Europa |
|            | Cercano Oriente y Europa |
| E‑CTS10880 | Cercano Oriente y África Oriental |
|            | Cercano Oriente y África Oriental |

| E‑M123     | Cercano Oriente y Europa          |
|            | Cercano Oriente y Europa          |
| E‑CTS10880 | Cercano Oriente y África Oriental |
|            | Cercano Oriente y África Oriental |

| E‑V12 | desde el Cuerno de África hasta Egipto |
|       | desde el Cuerno de África hasta Egipto |
| E‑V65 | especialmente en el Magreb             |
|       | especialmente en el Magreb             |

| E‑V13 | en Grecia, los Balcanes y todo Europa |
|       | en Grecia, los Balcanes y todo Europa |
| E‑V22 | África nororiental y Cercano Oriente  |
|       | África nororiental y Cercano Oriente  |

| E‑V12 | desde el Cuerno de África hasta Egipto |
|       | desde el Cuerno de África hasta Egipto |
| E‑V65 | especialmente en el Magreb             |
|       | especialmente en el Magreb             |

| E‑V13 | en Grecia, los Balcanes y todo Europa |
|       | en Grecia, los Balcanes y todo Europa |
| E‑V22 | África nororiental y Cercano Oriente  |
|       | África nororiental y Cercano Oriente  |

| E‑M81      | especialmente el Magreb y sudoeste de Europa |
|            | especialmente el Magreb y sudoeste de Europa |
| E‑Z830     | \| E‑M123 \| Cercano Oriente y Europa \| \| \| Cercano Oriente y Europa \| \| E‑CTS10880 \| Cercano Oriente y África Oriental \| \| \| Cercano Oriente y África Oriental \| |
|            | \| E‑M123 \| Cercano Oriente y Europa \| \| \| Cercano Oriente y Europa \| \| E‑CTS10880 \| Cercano Oriente y África Oriental \| \| \| Cercano Oriente y África Oriental \| |
| E‑M123     | Cercano Oriente y Europa |
|            | Cercano Oriente y Europa |
| E‑CTS10880 | Cercano Oriente y África Oriental |
|            | Cercano Oriente y África Oriental |

| E‑M123     | Cercano Oriente y Europa          |
|            | Cercano Oriente y Europa          |
| E‑CTS10880 | Cercano Oriente y África Oriental |
|            | Cercano Oriente y África Oriental |

| E‑V12 | desde el Cuerno de África hasta Egipto |
|       | desde el Cuerno de África hasta Egipto |
| E‑V65 | especialmente en el Magreb             |
|       | especialmente en el Magreb             |

| E‑V13 | en Grecia, los Balcanes y todo Europa |
|       | en Grecia, los Balcanes y todo Europa |
| E‑V22 | África nororiental y Cercano Oriente  |
|       | África nororiental y Cercano Oriente  |

| E‑V12 | desde el Cuerno de África hasta Egipto |
|       | desde el Cuerno de África hasta Egipto |
| E‑V65 | especialmente en el Magreb             |
|       | especialmente en el Magreb             |

| E‑V13 | en Grecia, los Balcanes y todo Europa |
|       | en Grecia, los Balcanes y todo Europa |
| E‑V22 | África nororiental y Cercano Oriente  |
|       | África nororiental y Cercano Oriente  |

| E‑M81      | especialmente el Magreb y sudoeste de Europa |
|            | especialmente el Magreb y sudoeste de Europa |
| E‑Z830     | \| E‑M123 \| Cercano Oriente y Europa \| \| \| Cercano Oriente y Europa \| \| E‑CTS10880 \| Cercano Oriente y África Oriental \| \| \| Cercano Oriente y África Oriental \| |
|            | \| E‑M123 \| Cercano Oriente y Europa \| \| \| Cercano Oriente y Europa \| \| E‑CTS10880 \| Cercano Oriente y África Oriental \| \| \| Cercano Oriente y África Oriental \| |
| E‑M123     | Cercano Oriente y Europa |
|            | Cercano Oriente y Europa |
| E‑CTS10880 | Cercano Oriente y África Oriental |
|            | Cercano Oriente y África Oriental |

| E‑M123     | Cercano Oriente y Europa          |
|            | Cercano Oriente y Europa          |
| E‑CTS10880 | Cercano Oriente y África Oriental |
|            | Cercano Oriente y África Oriental |

| E‑V12 | desde el Cuerno de África hasta Egipto |
|       | desde el Cuerno de África hasta Egipto |
| E‑V65 | especialmente en el Magreb             |
|       | especialmente en el Magreb             |

| E‑V13 | en Grecia, los Balcanes y todo Europa |
|       | en Grecia, los Balcanes y todo Europa |
| E‑V22 | África nororiental y Cercano Oriente  |
|       | África nororiental y Cercano Oriente  |

| E‑V12 | desde el Cuerno de África hasta Egipto |
|       | desde el Cuerno de África hasta Egipto |
| E‑V65 | especialmente en el Magreb             |
|       | especialmente en el Magreb             |

| E‑V13 | en Grecia, los Balcanes y todo Europa |
|       | en Grecia, los Balcanes y todo Europa |
| E‑V22 | África nororiental y Cercano Oriente  |
|       | África nororiental y Cercano Oriente  |

| E‑M81      | especialmente el Magreb y sudoeste de Europa |
|            | especialmente el Magreb y sudoeste de Europa |
| E‑Z830     | \| E‑M123 \| Cercano Oriente y Europa \| \| \| Cercano Oriente y Europa \| \| E‑CTS10880 \| Cercano Oriente y África Oriental \| \| \| Cercano Oriente y África Oriental \| |
|            | \| E‑M123 \| Cercano Oriente y Europa \| \| \| Cercano Oriente y Europa \| \| E‑CTS10880 \| Cercano Oriente y África Oriental \| \| \| Cercano Oriente y África Oriental \| |
| E‑M123     | Cercano Oriente y Europa |
|            | Cercano Oriente y Europa |
| E‑CTS10880 | Cercano Oriente y África Oriental |
|            | Cercano Oriente y África Oriental |

| E‑M123     | Cercano Oriente y Europa          |
|            | Cercano Oriente y Europa          |
| E‑CTS10880 | Cercano Oriente y África Oriental |
|            | Cercano Oriente y África Oriental |

| E‑V43 | \| \| E-M4706 África Subsahariana, importante en bantúes \| \| \| \| \| \| E-U175 especialmente en África Occidental \| \| \| \| |
|       | \| \| E-M4706 África Subsahariana, importante en bantúes \| \| \| \| \| \| E-U175 especialmente en África Occidental \| \| \| \| |
|       | E-Z5994 poco en África Occidental                                                                                                |
|       | |
|       | E-M4706 África Subsahariana, importante en bantúes                                                                               |
|       | |
|       | E-U175 especialmente en África Occidental                                                                                        |
|       | |

|  | E-M4706 África Subsahariana, importante en bantúes |
|  |                                                    |
|  | E-U175 especialmente en África Occidental          |
|  |                                                    |

| E‑V43 | \| \| E-M4706 África Subsahariana, importante en bantúes \| \| \| \| \| \| E-U175 especialmente en África Occidental \| \| \| \| |
|       | \| \| E-M4706 África Subsahariana, importante en bantúes \| \| \| \| \| \| E-U175 especialmente en África Occidental \| \| \| \| |
|       | E-Z5994 poco en África Occidental                                                                                                |
|       | |
|       | E-M4706 África Subsahariana, importante en bantúes                                                                               |
|       | |
|       | E-U175 especialmente en África Occidental                                                                                        |
|       | |

|  | E-M4706 África Subsahariana, importante en bantúes |
|  |                                                    |
|  | E-U175 especialmente en África Occidental          |
|  |                                                    |

| E‑V12 | desde el Cuerno de África hasta Egipto |
|       | desde el Cuerno de África hasta Egipto |
| E‑V65 | especialmente en el Magreb             |
|       | especialmente en el Magreb             |

| E‑V13 | en Grecia, los Balcanes y todo Europa |
|       | en Grecia, los Balcanes y todo Europa |
| E‑V22 | África nororiental y Cercano Oriente  |
|       | África nororiental y Cercano Oriente  |

| E‑V12 | desde el Cuerno de África hasta Egipto |
|       | desde el Cuerno de África hasta Egipto |
| E‑V65 | especialmente en el Magreb             |
|       | especialmente en el Magreb             |

| E‑V13 | en Grecia, los Balcanes y todo Europa |
|       | en Grecia, los Balcanes y todo Europa |
| E‑V22 | África nororiental y Cercano Oriente  |
|       | África nororiental y Cercano Oriente  |

| E‑M81      | especialmente el Magreb y sudoeste de Europa |
|            | especialmente el Magreb y sudoeste de Europa |
| E‑Z830     | \| E‑M123 \| Cercano Oriente y Europa \| \| \| Cercano Oriente y Europa \| \| E‑CTS10880 \| Cercano Oriente y África Oriental \| \| \| Cercano Oriente y África Oriental \| |
|            | \| E‑M123 \| Cercano Oriente y Europa \| \| \| Cercano Oriente y Europa \| \| E‑CTS10880 \| Cercano Oriente y África Oriental \| \| \| Cercano Oriente y África Oriental \| |
| E‑M123     | Cercano Oriente y Europa |
|            | Cercano Oriente y Europa |
| E‑CTS10880 | Cercano Oriente y África Oriental |
|            | Cercano Oriente y África Oriental |

| E‑M123     | Cercano Oriente y Europa          |
|            | Cercano Oriente y Europa          |
| E‑CTS10880 | Cercano Oriente y África Oriental |
|            | Cercano Oriente y África Oriental |

| E‑V12 | desde el Cuerno de África hasta Egipto |
|       | desde el Cuerno de África hasta Egipto |
| E‑V65 | especialmente en el Magreb             |
|       | especialmente en el Magreb             |

| E‑V13 | en Grecia, los Balcanes y todo Europa |
|       | en Grecia, los Balcanes y todo Europa |
| E‑V22 | África nororiental y Cercano Oriente  |
|       | África nororiental y Cercano Oriente  |

| E‑V12 | desde el Cuerno de África hasta Egipto |
|       | desde el Cuerno de África hasta Egipto |
| E‑V65 | especialmente en el Magreb             |
|       | especialmente en el Magreb             |

| E‑V13 | en Grecia, los Balcanes y todo Europa |
|       | en Grecia, los Balcanes y todo Europa |
| E‑V22 | África nororiental y Cercano Oriente  |
|       | África nororiental y Cercano Oriente  |

| E‑M81      | especialmente el Magreb y sudoeste de Europa |
|            | especialmente el Magreb y sudoeste de Europa |
| E‑Z830     | \| E‑M123 \| Cercano Oriente y Europa \| \| \| Cercano Oriente y Europa \| \| E‑CTS10880 \| Cercano Oriente y África Oriental \| \| \| Cercano Oriente y África Oriental \| |
|            | \| E‑M123 \| Cercano Oriente y Europa \| \| \| Cercano Oriente y Europa \| \| E‑CTS10880 \| Cercano Oriente y África Oriental \| \| \| Cercano Oriente y África Oriental \| |
| E‑M123     | Cercano Oriente y Europa |
|            | Cercano Oriente y Europa |
| E‑CTS10880 | Cercano Oriente y África Oriental |
|            | Cercano Oriente y África Oriental |

| E‑M123     | Cercano Oriente y Europa          |
|            | Cercano Oriente y Europa          |
| E‑CTS10880 | Cercano Oriente y África Oriental |
|            | Cercano Oriente y África Oriental |

| E‑V12 | desde el Cuerno de África hasta Egipto |
|       | desde el Cuerno de África hasta Egipto |
| E‑V65 | especialmente en el Magreb             |
|       | especialmente en el Magreb             |

| E‑V13 | en Grecia, los Balcanes y todo Europa |
|       | en Grecia, los Balcanes y todo Europa |
| E‑V22 | África nororiental y Cercano Oriente  |
|       | África nororiental y Cercano Oriente  |

| E‑V12 | desde el Cuerno de África hasta Egipto |
|       | desde el Cuerno de África hasta Egipto |
| E‑V65 | especialmente en el Magreb             |
|       | especialmente en el Magreb             |

| E‑V13 | en Grecia, los Balcanes y todo Europa |
|       | en Grecia, los Balcanes y todo Europa |
| E‑V22 | África nororiental y Cercano Oriente  |
|       | África nororiental y Cercano Oriente  |

| E‑M81      | especialmente el Magreb y sudoeste de Europa |
|            | especialmente el Magreb y sudoeste de Europa |
| E‑Z830     | \| E‑M123 \| Cercano Oriente y Europa \| \| \| Cercano Oriente y Europa \| \| E‑CTS10880 \| Cercano Oriente y África Oriental \| \| \| Cercano Oriente y África Oriental \| |
|            | \| E‑M123 \| Cercano Oriente y Europa \| \| \| Cercano Oriente y Europa \| \| E‑CTS10880 \| Cercano Oriente y África Oriental \| \| \| Cercano Oriente y África Oriental \| |
| E‑M123     | Cercano Oriente y Europa |
|            | Cercano Oriente y Europa |
| E‑CTS10880 | Cercano Oriente y África Oriental |
|            | Cercano Oriente y África Oriental |

| E‑M123     | Cercano Oriente y Europa          |
|            | Cercano Oriente y Europa          |
| E‑CTS10880 | Cercano Oriente y África Oriental |
|            | Cercano Oriente y África Oriental |

| E‑V12 | desde el Cuerno de África hasta Egipto |
|       | desde el Cuerno de África hasta Egipto |
| E‑V65 | especialmente en el Magreb             |
|       | especialmente en el Magreb             |

| E‑V13 | en Grecia, los Balcanes y todo Europa |
|       | en Grecia, los Balcanes y todo Europa |
| E‑V22 | África nororiental y Cercano Oriente  |
|       | África nororiental y Cercano Oriente  |

| E‑V12 | desde el Cuerno de África hasta Egipto |
|       | desde el Cuerno de África hasta Egipto |
| E‑V65 | especialmente en el Magreb             |
|       | especialmente en el Magreb             |

| E‑V13 | en Grecia, los Balcanes y todo Europa |
|       | en Grecia, los Balcanes y todo Europa |
| E‑V22 | África nororiental y Cercano Oriente  |
|       | África nororiental y Cercano Oriente  |

| E‑M81      | especialmente el Magreb y sudoeste de Europa |
|            | especialmente el Magreb y sudoeste de Europa |
| E‑Z830     | \| E‑M123 \| Cercano Oriente y Europa \| \| \| Cercano Oriente y Europa \| \| E‑CTS10880 \| Cercano Oriente y África Oriental \| \| \| Cercano Oriente y África Oriental \| |
|            | \| E‑M123 \| Cercano Oriente y Europa \| \| \| Cercano Oriente y Europa \| \| E‑CTS10880 \| Cercano Oriente y África Oriental \| \| \| Cercano Oriente y África Oriental \| |
| E‑M123     | Cercano Oriente y Europa |
|            | Cercano Oriente y Europa |
| E‑CTS10880 | Cercano Oriente y África Oriental |
|            | Cercano Oriente y África Oriental |

| E‑M123     | Cercano Oriente y Europa          |
|            | Cercano Oriente y Europa          |
| E‑CTS10880 | Cercano Oriente y África Oriental |
|            | Cercano Oriente y África Oriental |

| E‑V43 | \| \| E-M4706 África Subsahariana, importante en bantúes \| \| \| \| \| \| E-U175 especialmente en África Occidental \| \| \| \| |
|       | \| \| E-M4706 África Subsahariana, importante en bantúes \| \| \| \| \| \| E-U175 especialmente en África Occidental \| \| \| \| |
|       | E-Z5994 poco en África Occidental                                                                                                |
|       | |
|       | E-M4706 África Subsahariana, importante en bantúes                                                                               |
|       | |
|       | E-U175 especialmente en África Occidental                                                                                        |
|       | |

|  | E-M4706 África Subsahariana, importante en bantúes |
|  |                                                    |
|  | E-U175 especialmente en África Occidental          |
|  |                                                    |

| E‑V43 | \| \| E-M4706 África Subsahariana, importante en bantúes \| \| \| \| \| \| E-U175 especialmente en África Occidental \| \| \| \| |
|       | \| \| E-M4706 África Subsahariana, importante en bantúes \| \| \| \| \| \| E-U175 especialmente en África Occidental \| \| \| \| |
|       | E-Z5994 poco en África Occidental                                                                                                |
|       | |
|       | E-M4706 África Subsahariana, importante en bantúes                                                                               |
|       | |
|       | E-U175 especialmente en África Occidental                                                                                        |
|       | |

|  | E-M4706 África Subsahariana, importante en bantúes |
|  |                                                    |
|  | E-U175 especialmente en África Occidental          |
|  |                                                    |

| E‑V12 | desde el Cuerno de África hasta Egipto |
|       | desde el Cuerno de África hasta Egipto |
| E‑V65 | especialmente en el Magreb             |
|       | especialmente en el Magreb             |

| E‑V13 | en Grecia, los Balcanes y todo Europa |
|       | en Grecia, los Balcanes y todo Europa |
| E‑V22 | África nororiental y Cercano Oriente  |
|       | África nororiental y Cercano Oriente  |

| E‑V12 | desde el Cuerno de África hasta Egipto |
|       | desde el Cuerno de África hasta Egipto |
| E‑V65 | especialmente en el Magreb             |
|       | especialmente en el Magreb             |

| E‑V13 | en Grecia, los Balcanes y todo Europa |
|       | en Grecia, los Balcanes y todo Europa |
| E‑V22 | África nororiental y Cercano Oriente  |
|       | África nororiental y Cercano Oriente  |

| E‑M81      | especialmente el Magreb y sudoeste de Europa |
|            | especialmente el Magreb y sudoeste de Europa |
| E‑Z830     | \| E‑M123 \| Cercano Oriente y Europa \| \| \| Cercano Oriente y Europa \| \| E‑CTS10880 \| Cercano Oriente y África Oriental \| \| \| Cercano Oriente y África Oriental \| |
|            | \| E‑M123 \| Cercano Oriente y Europa \| \| \| Cercano Oriente y Europa \| \| E‑CTS10880 \| Cercano Oriente y África Oriental \| \| \| Cercano Oriente y África Oriental \| |
| E‑M123     | Cercano Oriente y Europa |
|            | Cercano Oriente y Europa |
| E‑CTS10880 | Cercano Oriente y África Oriental |
|            | Cercano Oriente y África Oriental |

| E‑M123     | Cercano Oriente y Europa          |
|            | Cercano Oriente y Europa          |
| E‑CTS10880 | Cercano Oriente y África Oriental |
|            | Cercano Oriente y África Oriental |

| E‑V12 | desde el Cuerno de África hasta Egipto |
|       | desde el Cuerno de África hasta Egipto |
| E‑V65 | especialmente en el Magreb             |
|       | especialmente en el Magreb             |

| E‑V13 | en Grecia, los Balcanes y todo Europa |
|       | en Grecia, los Balcanes y todo Europa |
| E‑V22 | África nororiental y Cercano Oriente  |
|       | África nororiental y Cercano Oriente  |

| E‑V12 | desde el Cuerno de África hasta Egipto |
|       | desde el Cuerno de África hasta Egipto |
| E‑V65 | especialmente en el Magreb             |
|       | especialmente en el Magreb             |

| E‑V13 | en Grecia, los Balcanes y todo Europa |
|       | en Grecia, los Balcanes y todo Europa |
| E‑V22 | África nororiental y Cercano Oriente  |
|       | África nororiental y Cercano Oriente  |

| E‑M81      | especialmente el Magreb y sudoeste de Europa |
|            | especialmente el Magreb y sudoeste de Europa |
| E‑Z830     | \| E‑M123 \| Cercano Oriente y Europa \| \| \| Cercano Oriente y Europa \| \| E‑CTS10880 \| Cercano Oriente y África Oriental \| \| \| Cercano Oriente y África Oriental \| |
|            | \| E‑M123 \| Cercano Oriente y Europa \| \| \| Cercano Oriente y Europa \| \| E‑CTS10880 \| Cercano Oriente y África Oriental \| \| \| Cercano Oriente y África Oriental \| |
| E‑M123     | Cercano Oriente y Europa |
|            | Cercano Oriente y Europa |
| E‑CTS10880 | Cercano Oriente y África Oriental |
|            | Cercano Oriente y África Oriental |

| E‑M123     | Cercano Oriente y Europa          |
|            | Cercano Oriente y Europa          |
| E‑CTS10880 | Cercano Oriente y África Oriental |
|            | Cercano Oriente y África Oriental |

| E‑V12 | desde el Cuerno de África hasta Egipto |
|       | desde el Cuerno de África hasta Egipto |
| E‑V65 | especialmente en el Magreb             |
|       | especialmente en el Magreb             |

| E‑V13 | en Grecia, los Balcanes y todo Europa |
|       | en Grecia, los Balcanes y todo Europa |
| E‑V22 | África nororiental y Cercano Oriente  |
|       | África nororiental y Cercano Oriente  |

| E‑V12 | desde el Cuerno de África hasta Egipto |
|       | desde el Cuerno de África hasta Egipto |
| E‑V65 | especialmente en el Magreb             |
|       | especialmente en el Magreb             |

| E‑V13 | en Grecia, los Balcanes y todo Europa |
|       | en Grecia, los Balcanes y todo Europa |
| E‑V22 | África nororiental y Cercano Oriente  |
|       | África nororiental y Cercano Oriente  |

| E‑M81      | especialmente el Magreb y sudoeste de Europa |
|            | especialmente el Magreb y sudoeste de Europa |
| E‑Z830     | \| E‑M123 \| Cercano Oriente y Europa \| \| \| Cercano Oriente y Europa \| \| E‑CTS10880 \| Cercano Oriente y África Oriental \| \| \| Cercano Oriente y África Oriental \| |
|            | \| E‑M123 \| Cercano Oriente y Europa \| \| \| Cercano Oriente y Europa \| \| E‑CTS10880 \| Cercano Oriente y África Oriental \| \| \| Cercano Oriente y África Oriental \| |
| E‑M123     | Cercano Oriente y Europa |
|            | Cercano Oriente y Europa |
| E‑CTS10880 | Cercano Oriente y África Oriental |
|            | Cercano Oriente y África Oriental |

| E‑M123     | Cercano Oriente y Europa          |
|            | Cercano Oriente y Europa          |
| E‑CTS10880 | Cercano Oriente y África Oriental |
|            | Cercano Oriente y África Oriental |

| E‑V12 | desde el Cuerno de África hasta Egipto |
|       | desde el Cuerno de África hasta Egipto |
| E‑V65 | especialmente en el Magreb             |
|       | especialmente en el Magreb             |

| E‑V13 | en Grecia, los Balcanes y todo Europa |
|       | en Grecia, los Balcanes y todo Europa |
| E‑V22 | África nororiental y Cercano Oriente  |
|       | África nororiental y Cercano Oriente  |

| E‑V12 | desde el Cuerno de África hasta Egipto |
|       | desde el Cuerno de África hasta Egipto |
| E‑V65 | especialmente en el Magreb             |
|       | especialmente en el Magreb             |

| E‑V13 | en Grecia, los Balcanes y todo Europa |
|       | en Grecia, los Balcanes y todo Europa |
| E‑V22 | África nororiental y Cercano Oriente  |
|       | África nororiental y Cercano Oriente  |

| E‑M81      | especialmente el Magreb y sudoeste de Europa |
|            | especialmente el Magreb y sudoeste de Europa |
| E‑Z830     | \| E‑M123 \| Cercano Oriente y Europa \| \| \| Cercano Oriente y Europa \| \| E‑CTS10880 \| Cercano Oriente y África Oriental \| \| \| Cercano Oriente y África Oriental \| |
|            | \| E‑M123 \| Cercano Oriente y Europa \| \| \| Cercano Oriente y Europa \| \| E‑CTS10880 \| Cercano Oriente y África Oriental \| \| \| Cercano Oriente y África Oriental \| |
| E‑M123     | Cercano Oriente y Europa |
|            | Cercano Oriente y Europa |
| E‑CTS10880 | Cercano Oriente y África Oriental |
|            | Cercano Oriente y África Oriental |

| E‑M123     | Cercano Oriente y Europa          |
|            | Cercano Oriente y Europa          |
| E‑CTS10880 | Cercano Oriente y África Oriental |
|            | Cercano Oriente y África Oriental |

| E‑V43 | \| \| E-M4706 África Subsahariana, importante en bantúes \| \| \| \| \| \| E-U175 especialmente en África Occidental \| \| \| \| |
|       | \| \| E-M4706 África Subsahariana, importante en bantúes \| \| \| \| \| \| E-U175 especialmente en África Occidental \| \| \| \| |
|       | E-Z5994 poco en África Occidental                                                                                                |
|       | |
|       | E-M4706 África Subsahariana, importante en bantúes                                                                               |
|       | |
|       | E-U175 especialmente en África Occidental                                                                                        |
|       | |

|  | E-M4706 África Subsahariana, importante en bantúes |
|  |                                                    |
|  | E-U175 especialmente en África Occidental          |
|  |                                                    |

| E‑V43 | \| \| E-M4706 África Subsahariana, importante en bantúes \| \| \| \| \| \| E-U175 especialmente en África Occidental \| \| \| \| |
|       | \| \| E-M4706 África Subsahariana, importante en bantúes \| \| \| \| \| \| E-U175 especialmente en África Occidental \| \| \| \| |
|       | E-Z5994 poco en África Occidental                                                                                                |
|       | |
|       | E-M4706 África Subsahariana, importante en bantúes                                                                               |
|       | |
|       | E-U175 especialmente en África Occidental                                                                                        |
|       | |

|  | E-M4706 África Subsahariana, importante en bantúes |
|  |                                                    |
|  | E-U175 especialmente en África Occidental          |
|  |                                                    |

| E‑V12 | desde el Cuerno de África hasta Egipto |
|       | desde el Cuerno de África hasta Egipto |
| E‑V65 | especialmente en el Magreb             |
|       | especialmente en el Magreb             |

| E‑V13 | en Grecia, los Balcanes y todo Europa |
|       | en Grecia, los Balcanes y todo Europa |
| E‑V22 | África nororiental y Cercano Oriente  |
|       | África nororiental y Cercano Oriente  |

| E‑V12 | desde el Cuerno de África hasta Egipto |
|       | desde el Cuerno de África hasta Egipto |
| E‑V65 | especialmente en el Magreb             |
|       | especialmente en el Magreb             |

| E‑V13 | en Grecia, los Balcanes y todo Europa |
|       | en Grecia, los Balcanes y todo Europa |
| E‑V22 | África nororiental y Cercano Oriente  |
|       | África nororiental y Cercano Oriente  |

| E‑M81      | especialmente el Magreb y sudoeste de Europa |
|            | especialmente el Magreb y sudoeste de Europa |
| E‑Z830     | \| E‑M123 \| Cercano Oriente y Europa \| \| \| Cercano Oriente y Europa \| \| E‑CTS10880 \| Cercano Oriente y África Oriental \| \| \| Cercano Oriente y África Oriental \| |
|            | \| E‑M123 \| Cercano Oriente y Europa \| \| \| Cercano Oriente y Europa \| \| E‑CTS10880 \| Cercano Oriente y África Oriental \| \| \| Cercano Oriente y África Oriental \| |
| E‑M123     | Cercano Oriente y Europa |
|            | Cercano Oriente y Europa |
| E‑CTS10880 | Cercano Oriente y África Oriental |
|            | Cercano Oriente y África Oriental |

| E‑M123     | Cercano Oriente y Europa          |
|            | Cercano Oriente y Europa          |
| E‑CTS10880 | Cercano Oriente y África Oriental |
|            | Cercano Oriente y África Oriental |

| E‑V12 | desde el Cuerno de África hasta Egipto |
|       | desde el Cuerno de África hasta Egipto |
| E‑V65 | especialmente en el Magreb             |
|       | especialmente en el Magreb             |

| E‑V13 | en Grecia, los Balcanes y todo Europa |
|       | en Grecia, los Balcanes y todo Europa |
| E‑V22 | África nororiental y Cercano Oriente  |
|       | África nororiental y Cercano Oriente  |

| E‑V12 | desde el Cuerno de África hasta Egipto |
|       | desde el Cuerno de África hasta Egipto |
| E‑V65 | especialmente en el Magreb             |
|       | especialmente en el Magreb             |

| E‑V13 | en Grecia, los Balcanes y todo Europa |
|       | en Grecia, los Balcanes y todo Europa |
| E‑V22 | África nororiental y Cercano Oriente  |
|       | África nororiental y Cercano Oriente  |

| E‑M81      | especialmente el Magreb y sudoeste de Europa |
|            | especialmente el Magreb y sudoeste de Europa |
| E‑Z830     | \| E‑M123 \| Cercano Oriente y Europa \| \| \| Cercano Oriente y Europa \| \| E‑CTS10880 \| Cercano Oriente y África Oriental \| \| \| Cercano Oriente y África Oriental \| |
|            | \| E‑M123 \| Cercano Oriente y Europa \| \| \| Cercano Oriente y Europa \| \| E‑CTS10880 \| Cercano Oriente y África Oriental \| \| \| Cercano Oriente y África Oriental \| |
| E‑M123     | Cercano Oriente y Europa |
|            | Cercano Oriente y Europa |
| E‑CTS10880 | Cercano Oriente y África Oriental |
|            | Cercano Oriente y África Oriental |

| E‑M123     | Cercano Oriente y Europa          |
|            | Cercano Oriente y Europa          |
| E‑CTS10880 | Cercano Oriente y África Oriental |
|            | Cercano Oriente y África Oriental |

| E‑V12 | desde el Cuerno de África hasta Egipto |
|       | desde el Cuerno de África hasta Egipto |
| E‑V65 | especialmente en el Magreb             |
|       | especialmente en el Magreb             |

| E‑V13 | en Grecia, los Balcanes y todo Europa |
|       | en Grecia, los Balcanes y todo Europa |
| E‑V22 | África nororiental y Cercano Oriente  |
|       | África nororiental y Cercano Oriente  |

| E‑V12 | desde el Cuerno de África hasta Egipto |
|       | desde el Cuerno de África hasta Egipto |
| E‑V65 | especialmente en el Magreb             |
|       | especialmente en el Magreb             |

| E‑V13 | en Grecia, los Balcanes y todo Europa |
|       | en Grecia, los Balcanes y todo Europa |
| E‑V22 | África nororiental y Cercano Oriente  |
|       | África nororiental y Cercano Oriente  |

| E‑M81      | especialmente el Magreb y sudoeste de Europa |
|            | especialmente el Magreb y sudoeste de Europa |
| E‑Z830     | \| E‑M123 \| Cercano Oriente y Europa \| \| \| Cercano Oriente y Europa \| \| E‑CTS10880 \| Cercano Oriente y África Oriental \| \| \| Cercano Oriente y África Oriental \| |
|            | \| E‑M123 \| Cercano Oriente y Europa \| \| \| Cercano Oriente y Europa \| \| E‑CTS10880 \| Cercano Oriente y África Oriental \| \| \| Cercano Oriente y África Oriental \| |
| E‑M123     | Cercano Oriente y Europa |
|            | Cercano Oriente y Europa |
| E‑CTS10880 | Cercano Oriente y África Oriental |
|            | Cercano Oriente y África Oriental |

| E‑M123     | Cercano Oriente y Europa          |
|            | Cercano Oriente y Europa          |
| E‑CTS10880 | Cercano Oriente y África Oriental |
|            | Cercano Oriente y África Oriental |

| E‑V12 | desde el Cuerno de África hasta Egipto |
|       | desde el Cuerno de África hasta Egipto |
| E‑V65 | especialmente en el Magreb             |
|       | especialmente en el Magreb             |

| E‑V13 | en Grecia, los Balcanes y todo Europa |
|       | en Grecia, los Balcanes y todo Europa |
| E‑V22 | África nororiental y Cercano Oriente  |
|       | África nororiental y Cercano Oriente  |

| E‑V12 | desde el Cuerno de África hasta Egipto |
|       | desde el Cuerno de África hasta Egipto |
| E‑V65 | especialmente en el Magreb             |
|       | especialmente en el Magreb             |

| E‑V13 | en Grecia, los Balcanes y todo Europa |
|       | en Grecia, los Balcanes y todo Europa |
| E‑V22 | África nororiental y Cercano Oriente  |
|       | África nororiental y Cercano Oriente  |

| E‑M81      | especialmente el Magreb y sudoeste de Europa |
|            | especialmente el Magreb y sudoeste de Europa |
| E‑Z830     | \| E‑M123 \| Cercano Oriente y Europa \| \| \| Cercano Oriente y Europa \| \| E‑CTS10880 \| Cercano Oriente y África Oriental \| \| \| Cercano Oriente y África Oriental \| |
|            | \| E‑M123 \| Cercano Oriente y Europa \| \| \| Cercano Oriente y Europa \| \| E‑CTS10880 \| Cercano Oriente y África Oriental \| \| \| Cercano Oriente y África Oriental \| |
| E‑M123     | Cercano Oriente y Europa |
|            | Cercano Oriente y Europa |
| E‑CTS10880 | Cercano Oriente y África Oriental |
|            | Cercano Oriente y África Oriental |

| E‑M123     | Cercano Oriente y Europa          |
|            | Cercano Oriente y Europa          |
| E‑CTS10880 | Cercano Oriente y África Oriental |
|            | Cercano Oriente y África Oriental |

| E‑V43 | \| \| E-M4706 África Subsahariana, importante en bantúes \| \| \| \| \| \| E-U175 especialmente en África Occidental \| \| \| \| |
|       | \| \| E-M4706 África Subsahariana, importante en bantúes \| \| \| \| \| \| E-U175 especialmente en África Occidental \| \| \| \| |
|       | E-Z5994 poco en África Occidental                                                                                                |
|       | |
|       | E-M4706 África Subsahariana, importante en bantúes                                                                               |
|       | |
|       | E-U175 especialmente en África Occidental                                                                                        |
|       | |

|  | E-M4706 África Subsahariana, importante en bantúes |
|  |                                                    |
|  | E-U175 especialmente en África Occidental          |
|  |                                                    |

| E‑V43 | \| \| E-M4706 África Subsahariana, importante en bantúes \| \| \| \| \| \| E-U175 especialmente en África Occidental \| \| \| \| |
|       | \| \| E-M4706 África Subsahariana, importante en bantúes \| \| \| \| \| \| E-U175 especialmente en África Occidental \| \| \| \| |
|       | E-Z5994 poco en África Occidental                                                                                                |
|       | |
|       | E-M4706 África Subsahariana, importante en bantúes                                                                               |
|       | |
|       | E-U175 especialmente en África Occidental                                                                                        |
|       | |

|  | E-M4706 África Subsahariana, importante en bantúes |
|  |                                                    |
|  | E-U175 especialmente en África Occidental          |
|  |                                                    |

| E‑V12 | desde el Cuerno de África hasta Egipto |
|       | desde el Cuerno de África hasta Egipto |
| E‑V65 | especialmente en el Magreb             |
|       | especialmente en el Magreb             |

| E‑V13 | en Grecia, los Balcanes y todo Europa |
|       | en Grecia, los Balcanes y todo Europa |
| E‑V22 | África nororiental y Cercano Oriente  |
|       | África nororiental y Cercano Oriente  |

| E‑V12 | desde el Cuerno de África hasta Egipto |
|       | desde el Cuerno de África hasta Egipto |
| E‑V65 | especialmente en el Magreb             |
|       | especialmente en el Magreb             |

| E‑V13 | en Grecia, los Balcanes y todo Europa |
|       | en Grecia, los Balcanes y todo Europa |
| E‑V22 | África nororiental y Cercano Oriente  |
|       | África nororiental y Cercano Oriente  |

| E‑M81      | especialmente el Magreb y sudoeste de Europa |
|            | especialmente el Magreb y sudoeste de Europa |
| E‑Z830     | \| E‑M123 \| Cercano Oriente y Europa \| \| \| Cercano Oriente y Europa \| \| E‑CTS10880 \| Cercano Oriente y África Oriental \| \| \| Cercano Oriente y África Oriental \| |
|            | \| E‑M123 \| Cercano Oriente y Europa \| \| \| Cercano Oriente y Europa \| \| E‑CTS10880 \| Cercano Oriente y África Oriental \| \| \| Cercano Oriente y África Oriental \| |
| E‑M123     | Cercano Oriente y Europa |
|            | Cercano Oriente y Europa |
| E‑CTS10880 | Cercano Oriente y África Oriental |
|            | Cercano Oriente y África Oriental |

| E‑M123     | Cercano Oriente y Europa          |
|            | Cercano Oriente y Europa          |
| E‑CTS10880 | Cercano Oriente y África Oriental |
|            | Cercano Oriente y África Oriental |

| E‑V12 | desde el Cuerno de África hasta Egipto |
|       | desde el Cuerno de África hasta Egipto |
| E‑V65 | especialmente en el Magreb             |
|       | especialmente en el Magreb             |

| E‑V13 | en Grecia, los Balcanes y todo Europa |
|       | en Grecia, los Balcanes y todo Europa |
| E‑V22 | África nororiental y Cercano Oriente  |
|       | África nororiental y Cercano Oriente  |

| E‑V12 | desde el Cuerno de África hasta Egipto |
|       | desde el Cuerno de África hasta Egipto |
| E‑V65 | especialmente en el Magreb             |
|       | especialmente en el Magreb             |

| E‑V13 | en Grecia, los Balcanes y todo Europa |
|       | en Grecia, los Balcanes y todo Europa |
| E‑V22 | África nororiental y Cercano Oriente  |
|       | África nororiental y Cercano Oriente  |

| E‑M81      | especialmente el Magreb y sudoeste de Europa |
|            | especialmente el Magreb y sudoeste de Europa |
| E‑Z830     | \| E‑M123 \| Cercano Oriente y Europa \| \| \| Cercano Oriente y Europa \| \| E‑CTS10880 \| Cercano Oriente y África Oriental \| \| \| Cercano Oriente y África Oriental \| |
|            | \| E‑M123 \| Cercano Oriente y Europa \| \| \| Cercano Oriente y Europa \| \| E‑CTS10880 \| Cercano Oriente y África Oriental \| \| \| Cercano Oriente y África Oriental \| |
| E‑M123     | Cercano Oriente y Europa |
|            | Cercano Oriente y Europa |
| E‑CTS10880 | Cercano Oriente y África Oriental |
|            | Cercano Oriente y África Oriental |

| E‑M123     | Cercano Oriente y Europa          |
|            | Cercano Oriente y Europa          |
| E‑CTS10880 | Cercano Oriente y África Oriental |
|            | Cercano Oriente y África Oriental |

| E‑V12 | desde el Cuerno de África hasta Egipto |
|       | desde el Cuerno de África hasta Egipto |
| E‑V65 | especialmente en el Magreb             |
|       | especialmente en el Magreb             |

| E‑V13 | en Grecia, los Balcanes y todo Europa |
|       | en Grecia, los Balcanes y todo Europa |
| E‑V22 | África nororiental y Cercano Oriente  |
|       | África nororiental y Cercano Oriente  |

| E‑V12 | desde el Cuerno de África hasta Egipto |
|       | desde el Cuerno de África hasta Egipto |
| E‑V65 | especialmente en el Magreb             |
|       | especialmente en el Magreb             |

| E‑V13 | en Grecia, los Balcanes y todo Europa |
|       | en Grecia, los Balcanes y todo Europa |
| E‑V22 | África nororiental y Cercano Oriente  |
|       | África nororiental y Cercano Oriente  |

| E‑M81      | especialmente el Magreb y sudoeste de Europa |
|            | especialmente el Magreb y sudoeste de Europa |
| E‑Z830     | \| E‑M123 \| Cercano Oriente y Europa \| \| \| Cercano Oriente y Europa \| \| E‑CTS10880 \| Cercano Oriente y África Oriental \| \| \| Cercano Oriente y África Oriental \| |
|            | \| E‑M123 \| Cercano Oriente y Europa \| \| \| Cercano Oriente y Europa \| \| E‑CTS10880 \| Cercano Oriente y África Oriental \| \| \| Cercano Oriente y África Oriental \| |
| E‑M123     | Cercano Oriente y Europa |
|            | Cercano Oriente y Europa |
| E‑CTS10880 | Cercano Oriente y África Oriental |
|            | Cercano Oriente y África Oriental |

| E‑M123     | Cercano Oriente y Europa          |
|            | Cercano Oriente y Europa          |
| E‑CTS10880 | Cercano Oriente y África Oriental |
|            | Cercano Oriente y África Oriental |

| E‑V12 | desde el Cuerno de África hasta Egipto |
|       | desde el Cuerno de África hasta Egipto |
| E‑V65 | especialmente en el Magreb             |
|       | especialmente en el Magreb             |

| E‑V13 | en Grecia, los Balcanes y todo Europa |
|       | en Grecia, los Balcanes y todo Europa |
| E‑V22 | África nororiental y Cercano Oriente  |
|       | África nororiental y Cercano Oriente  |

| E‑V12 | desde el Cuerno de África hasta Egipto |
|       | desde el Cuerno de África hasta Egipto |
| E‑V65 | especialmente en el Magreb             |
|       | especialmente en el Magreb             |

| E‑V13 | en Grecia, los Balcanes y todo Europa |
|       | en Grecia, los Balcanes y todo Europa |
| E‑V22 | África nororiental y Cercano Oriente  |
|       | África nororiental y Cercano Oriente  |

| E‑M81      | especialmente el Magreb y sudoeste de Europa |
|            | especialmente el Magreb y sudoeste de Europa |
| E‑Z830     | \| E‑M123 \| Cercano Oriente y Europa \| \| \| Cercano Oriente y Europa \| \| E‑CTS10880 \| Cercano Oriente y África Oriental \| \| \| Cercano Oriente y África Oriental \| |
|            | \| E‑M123 \| Cercano Oriente y Europa \| \| \| Cercano Oriente y Europa \| \| E‑CTS10880 \| Cercano Oriente y África Oriental \| \| \| Cercano Oriente y África Oriental \| |
| E‑M123     | Cercano Oriente y Europa |
|            | Cercano Oriente y Europa |
| E‑CTS10880 | Cercano Oriente y África Oriental |
|            | Cercano Oriente y África Oriental |

| E‑M123     | Cercano Oriente y Europa          |
|            | Cercano Oriente y Europa          |
| E‑CTS10880 | Cercano Oriente y África Oriental |
|            | Cercano Oriente y África Oriental |

## Paragrupo E*
El paragrupo E* se refiere a E-96(xE1-P147, E2-M75) y se halla en forma relicta y muy disperso en África, encontrándose poco en amharas (Etiopía), pigmeos y bantúes de Gabón y Camerún (África Central), en África austral, Egipto y Arabia Saudita.
Dentro de E*(xE1-P147, E2-M75), se ha identificado al haplogrupo E-V44, el cual sería el clado hermano de E1 (P147). Así pues, E-V44 y E1-P147 descenderían del clado E-M5479 (o E-V3725).
- E-V44: Fue identificado en algunos hombres de África Oriental.[8]

- E-M5479*: Reportado en Etiopía.[5]

## Haplogrupo E1
E1 (P147) es propio de toda África y extendido hacia Arabia y el Mediterráneo.

## E1a
El haplogrupo E1a (M132), antes E1 (M33) está muy extendido en África occidental, especialmente en Malí con 34 %; también en Burkina Faso, norte de Camerún, Senegal y Gambia. Frecuencias importantes se encontraron en los fulani de Camerún con 53 %, los dogón de Mali 45%, en Guinea-Bisáu 16%, especialmente en los diola con 34%.
En menor frecuencia en Norte de África (Marruecos, Sudán, Egipto y saharauis) y en Europa (italianos y albaneses de Calabria).
- E1a1 (M44): Característico de los fulani, especialmente en los de Camerún con 53 %.[16] Presente en Malí. Tiene diversidad en Europa, encontrándose especialmente en Italia, también Lituania, Inglaterra y otros; además del Líbano.[5]
- E1a2 (Z958/CTS10713): Común en los mandinga y fulas de Gambia. Encontrado en yorubas de Nigeria, mendés de Sierra Leona y en afrocaribeños.[5]
  - E-Z36289: En Sierra Leona.[28]

## E1b
E1b (P177), tendría dos subclados:
- E1b1 (P2/PF1940/PN2, P179) antes E3, de gran distribución. Presenta una importante dicotomía entre E1b1a (V38) y E1b1b (M215), los cuales están descritos en las secciones subsiguientes.
- E1b2 (P75), sin información reportada, aunque confirmado por Karafet et al. 2008.

### E1b1a (V38)

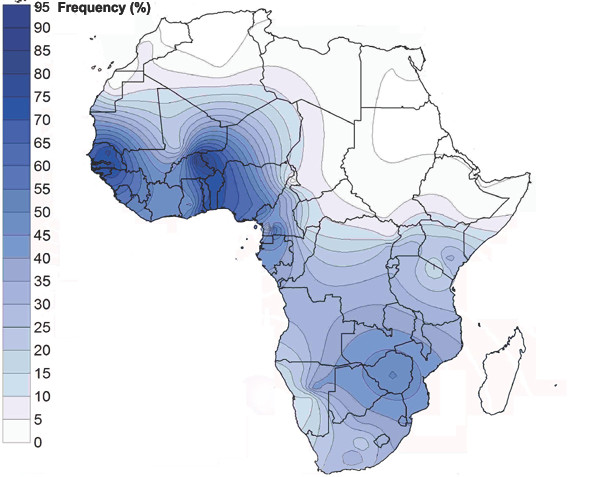
Mapa de distribución del haplogrupo E1b1a1 (M2), antes E3a, en África (Rosa et al. 2007)

E1b1a (V38/TSC0077541) es casi exclusivo y mayoritario en el África subsahariana.
- E1b1a1 (P1/PN1, M2/DYS271/SY81, M180, M291 y 261 marcadores más), antes E3a, es predominante en hablantes de lenguas nigero-congoleñas, tiene la mayor diversidad y alta frecuencia en África Occidental (80 %).[23] Es también mayoritario en la población negra de América, encontrándose en afroamericanos de EE. UU. un 62 %[29] y tiene menores frecuencias en Norte de África, Cuerno de África y Cercano Oriente. Alta frecuencia en los bamilekes con 100 %,[30] en los nande 100 %, ewé 97 %, ga 97 %, fante 84 %, ovambo 82 %, baganda 77 %, hereros 71 %,[18] yorubas 93%,[31] en pueblos bantoides del sur de Camerún como bamilekes, ewondo y bakaka promedia 93 %, en fulanis s de Burkina Faso 90 %,[16] en igbos 89 %, en hablantes de lenguas Cross de Nigeria 87%,[32] en mandingas 87 %,[17] en bantúes de Gabón 86%,[33] en Senegal 81 %,[34] en Bijagós 76 %, balantas 73 %, fulanis 73 %, nalúes 71 %,[17] en los luo 66 %,[18] wólof 68 %, zulúes 55 % y xhosas 54 %.[18] En Madagascar es el principal linaje con 35 %,[35] encontrándose en los tandroy de Androy 70 %, antanosy de Anosy 49 %, merina de Antananarivo 44 % y antaisaka de Atsimo-Atsinanana 37.5%.[36] En América es frecuente en Las Bahamas con 59%.[37]
  - E-FT183: En Arabia Saudita[5]

- - E-Y1705
    - E1b1a1a1 (CTS1847, V43)
      - E1b1a1a1a (M4732) 
        - M4732* en el Sahara Occidental[5]
        - E-M4895

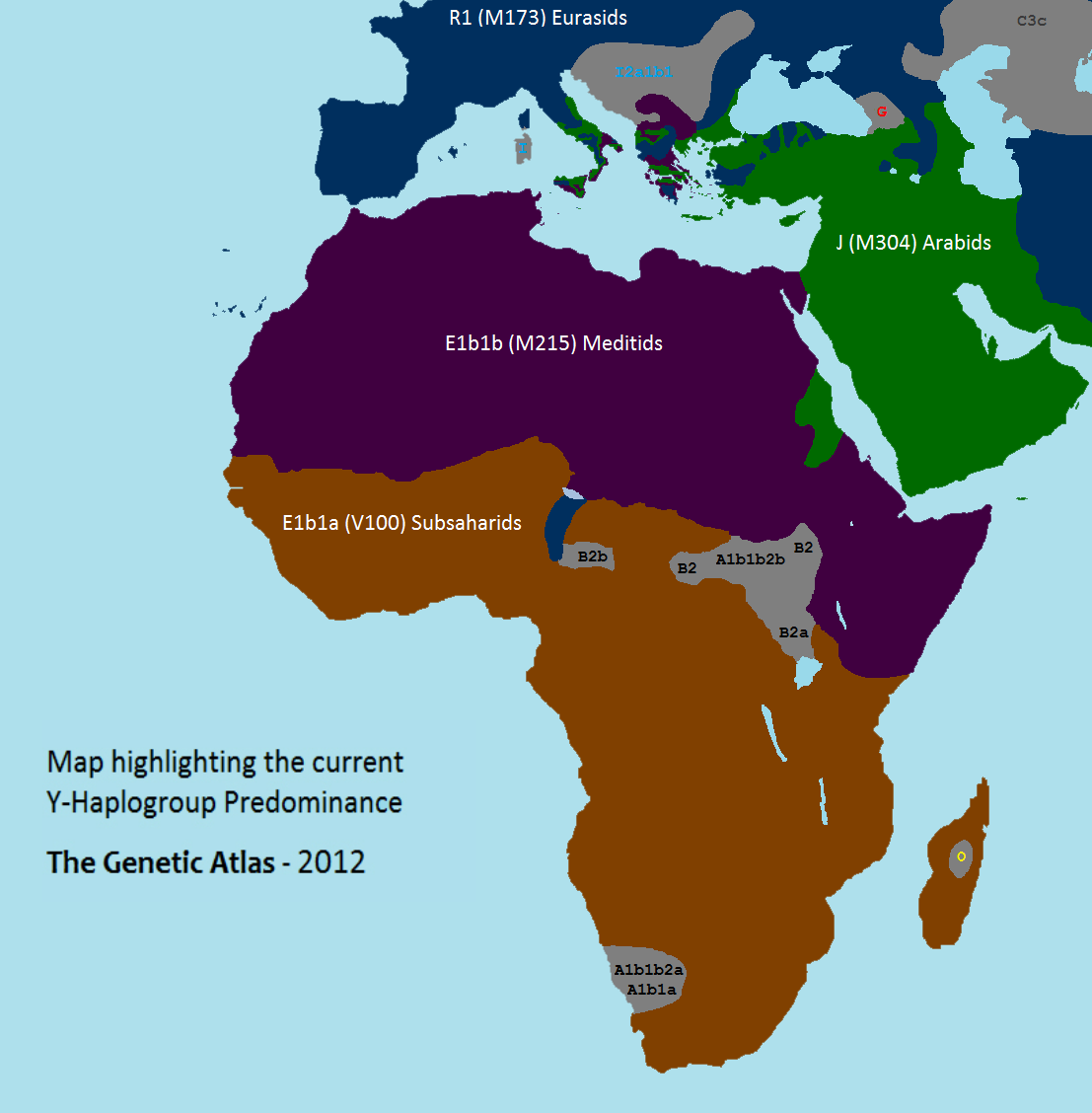
De acuerdo con el ADN cromosómico Y, África presenta dos áreas principales, una subsahariana con predomino de E1b1a y una mediterránea con predominio de E1b1b.

          - E1b1a1a1a1 (M4706) de gran extensión, siendo importante en África Occidental, África Central, África austral, región de los Grandes Lagos de África y moderadamente al norte de África. 
            - E-BY142058 en Egipto[5]
            - E1b1a1a1a1a (M58) En hutus de Ruanda (15 %),[20] Burkina Faso[16] y Sudáfrica[38]
            - E1b1a1a1a1b (M10) Raro en bantúes de Tanzania y Centroáfrica. En Adamawa (Camerún)[38]
            - E1b1a1a1a1c (L485) 
              - E-SK595 encontrado en Senegal, Gambia y Marruecos[5]
              - E-Z36531 encontrado en Sudáfrica, Marruecos y Cataluña (España)[5]
              - E-CTS9883 (Z36539) en los mende (Sierra Leona), wolof, fulas y mandingas de Gambia, fulas de Guinea, en Tamanrasset (Argelia), Senegal, Egipto, Marruecos y España.[5]
              - E-L514
                - E-L515 en Nigeria, Níger, Ghana, Sierra Leona, Burkina Faso, Camerún, Marruecos y afroamericanos[5]
                - (M191, U186, U247) es el subclado de E1b1a más común y es típico del pueblos bantúes. Común en Camerún, Nigeria, Gabón y Congo,[39] en los igbos se encontró 54%, en ibibios 46%, en los anaang 38%,[40] en los gur de Burkina Faso,[41] en Sudáfrica está presente en los joisán, pero especialmente en pueblos bantúes;[42] presente en Kenia, Centroáfrica, disperso en el Cercano Oriente y común en afroamericanos, tanto del Caribe[5] como de Sudamérica[43] y Norteamérica.[44] Importante en los fon de Benín con 57% y en Ruanda 51% en los hutu y 48% en los tutsi.[30]

          - E1b1a1a1a2 (M4231) 
            - E1b1a1a1a2a (U175) extendido en el África Occidental
              - E-CTS1036 en Gambia, Sierra Leona y afroamericanos[5]
              - E-M4254 extendido en Benín, Costa de Marfil, Nigeria, Sierra Leona, Gabón, Kenia, Etiopía, Camerún, Catar y en sandawes (Tanzania).[5]
                - E-U290 en Costa de Marfil, Benín, en Nigeria 12%, en los ewondo de Camerún 58%,[39] y en afroestadounidenses 32.5%.[23]

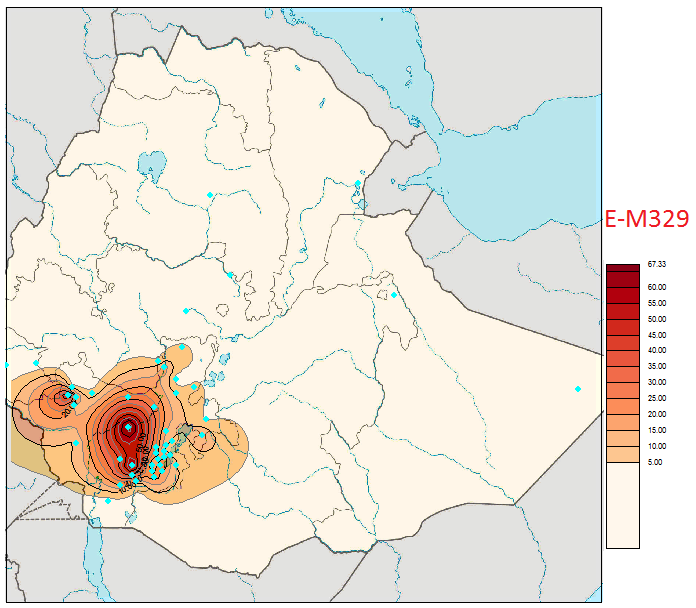
Mapa de distribución del haplogrupo E1b1a2 (M329) en África (Plaster et al. 2011)

- -     -       -         -           -             -               -                 - E-M154 en los bamileke y bakaka (Camerún)[16]

            - E1b1a1a1a2b (CTS721, 201977) en Senegal[5]

          - E1b1a1a1a3 (SK577) en Gambia[5]

      - E1b1a1a1b (Z36357) en Gambia y Camerún.[5]

    - E1b1a1b (Z5994) en Gambia y Sierra Leona.[28]
- E1b1a2 (M329): Este haplogrupo es frecuente en el suroeste de Etiopía, especialmente entre las poblaciones de habla omótica.[45] Se encontró entre los oromos de Etiopía 2.6%[3] y está disperso en la península arábiga.[5] Se halló en Oromía (Etiopía) en restos de hace 4500 años.[5]

### E1b1b (M215)

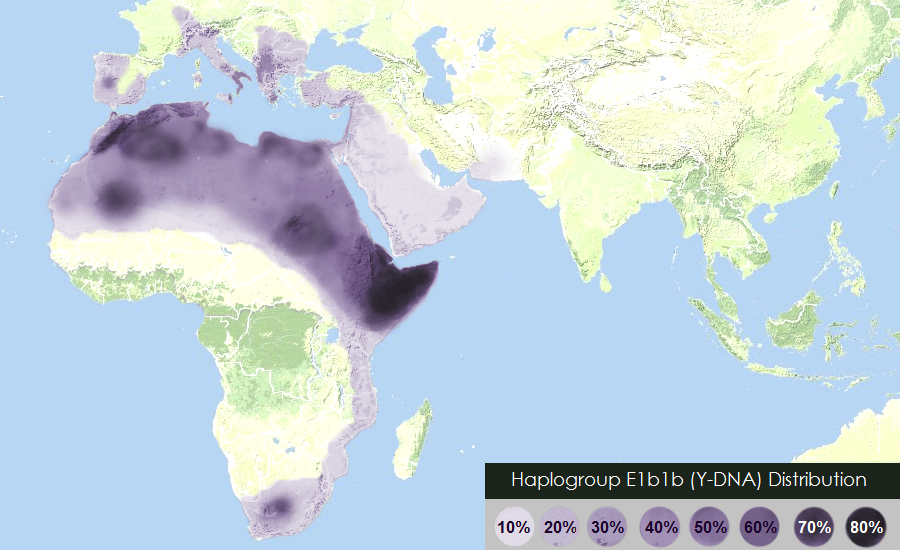
Distribución del haplogrupo E1b1b.

El haplogrupo E1b1b (M215/Page40/PF1942), inicialmente llamado E3b, es el haplogrupo más común en hablantes de lenguas afroasiáticas africanas (camíticas) así como en muchos hablantes de lenguas nilo-saharianas y su mayor diversidad se encuentra en Etiopía. Está muy extendido en el cuerno de África, Norte de África, Sudán, bereberes, árabes y judíos askenazíes y sefardíes; también en el Sur de Europa, los Balcanes y gran parte de África subsahariana.
Las mayores frecuencias se encuentran en el Cuerno de África y África del Norte, encontrándose en Somalia 81%, en Marruecos 79%, Túnez 72%, Argelia 55%, Etiopía 49%., Libia 45% y Egipto 44%.
Étnicamente, se ha encontrado alta frecuencia entre bereberes del Sahara, como se puede observar en Túnez, donde se halló un 92.5% y en Argelia 84%. También predomina en los tuareg del Sahel, dando en Mali 91% y en los de Burkina Faso 78%. En el África Oriental destacan los pueblos cushitas como los somalíes, los oromos (Etiopía) con 63%, los beja (Sudán) 52% y los iraqw (Tanzania) con 56%. Entre los pueblos nilo-saharianos se encontró que predomina entre los masalit (Chad) con 72%, los fur (Sudán) 59% y los masái (especialmente en Kenia) 50%. Fuera de África destacan los albaneses con 35%, los griegos con 24% y en general en los pueblos semitas, como por ejemplo los árabes jordanos con 31%.
- E1b1b* poco en amharas de Etiopía y en Yemen
- E1b1b1 (M35.1/PF1944.1, M243)
  - E1b1b1a (V68, L539)
    - E1b1b1a* se encontró E-V68(xM78) en Cerdeña.[54]
    - E1b1b1a1 (M78, L18) (antes E3b1a) común en el cuerno de África, especialmente en Somalia con 78%;[21] presente también en África del Norte, Cercano Oriente y sureste de Europa.
      - E1b1b1a1a (Z1902/CTS10890) 
        - E-V12 principalmente al sur de Egipto (44 %),[10] menor frecuencia en Sudán, coptos y nubios
          - E-M224 poco en yemeníes Distribución de E1b1b-V32 según Cruciani et al. 2007.

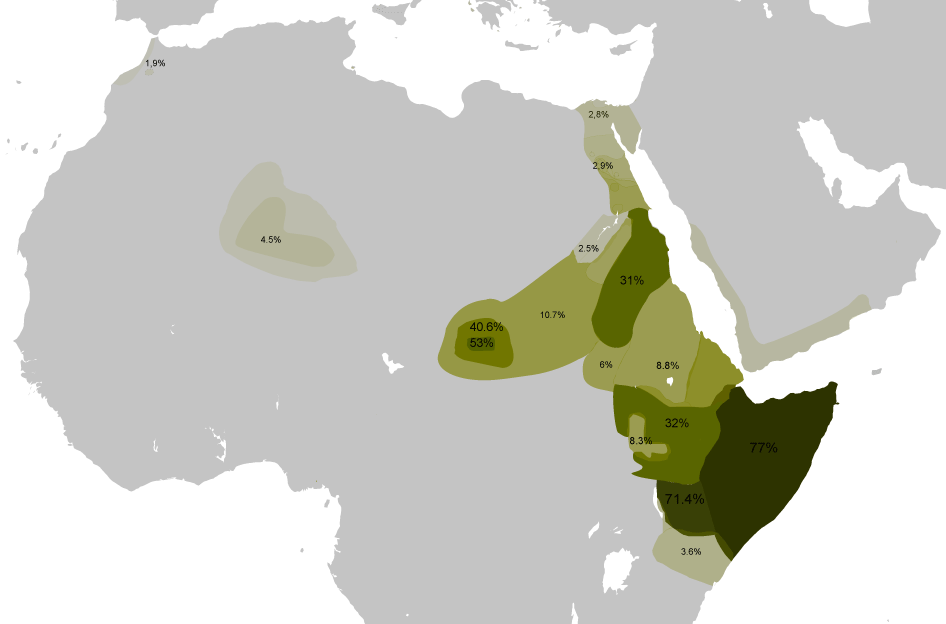
Distribución de E1b1b-V32 según Cruciani et al. 2007.

          - E-FGC51357 en la península arábiga
          - E-Y2863
            - E-V32 típico de hablantes de lenguas cushitas como los borana de Kenia con 71 %,[55] en Somalia (52 a 77 %), en oromos de Etiopía (32 %) y en beyas de Sudán; también en algunos nilosaharianos como los masalit y fur de Darfur (Sudán),[19] en menor frecuencia en Chad y en otras zonas de África del Norte
            - E-CTS693 encontrado disperso en Arabia Saudita, Egipto, Italia, Estados Unidos y aislado en Gales, Briansk (Rusia) y otras zonas de Europa y el Mediterráneo.[5]

        - E-Z22639
          - E-Y161041 en Camerún[5]
          - E-V65 común en el Magreb,[10] principalmente en árabes de Marruecos (30 %) y Libia (20 %); menor frecuencia en bereberes, Europa y Cercano Oriente.

      - E1b1b1a1b (Z1919/CTS4231)
        - E-L618Distribución de E1b1b-V13 según Cruciani et al. 2007.

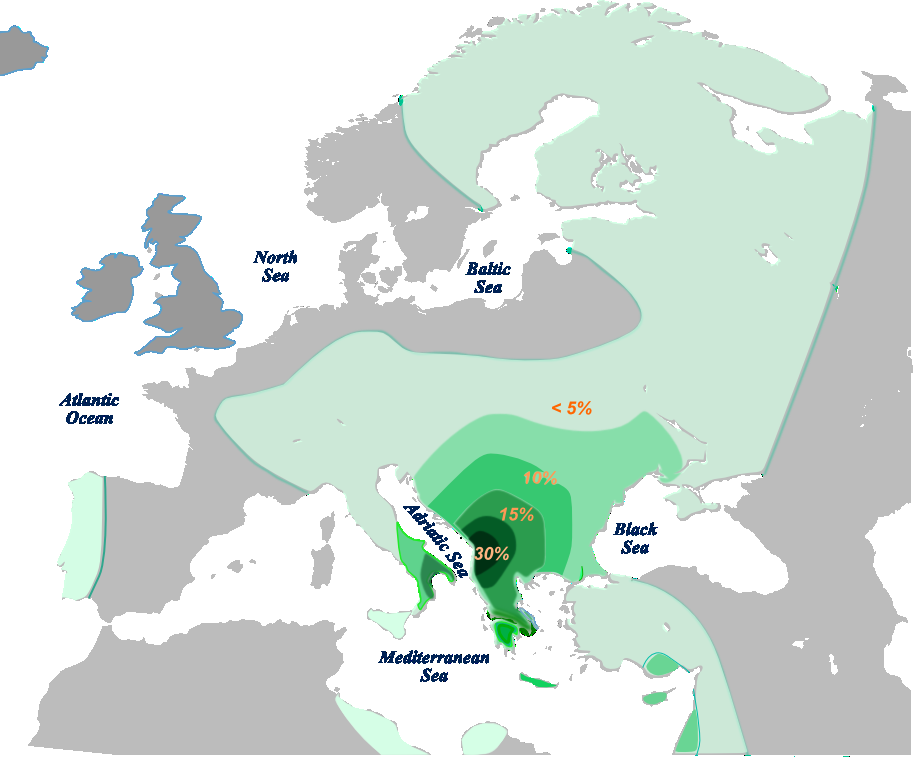
Distribución de E1b1b-V13 según Cruciani et al. 2007.

          - E-Y182141 encontrado en Argelia, Túnez y Cerdeña.[5]
          - E-V13 (L142.1, V36) es típico de Europa y es el haplogrupo E con las mayores frecuencias fuera de África. Es importante en los Balcanes, especialmente en el Peloponeso griego (47 %),[3] en albaneses de Kosovo (46 %),[56] albaneses de Macedonia del Norte (34 %), también en Grecia, Bulgaria, Rumania, Serbia y Kursk; poco en el sur de Italia, en turcochipriotas y druzos. En Europa Occidental promedia 2.5%, en Anatolia 4% y en el Cercano Oriente 2%.[10] Se estima que bajas frecuencias encontradas en Pakistán provienen de antiguos soldados griegos y otras en Gran Bretaña provienen de soldados romanos de origen balcánico. En general, se considera que la presencia de V13 en el Mediterráneo europeo está inflído por la colonización griega.[57]

        - E-V22 (CTS9547/L677) principalmente en el cuerno de África y Egipto. En los saho, pueblo cushita de Eritrea central presenta 88%.[8] Importantes frecuencias en los fulani (31 %)[17] y en los pueblos nilóticos chollo (13 %) y dinka (8 %). Común en el Cercano Oriente y norte de África; y menores frecuencias al sur de Europa, Europa Oriental y China.[5] Los levitas samaritanos presentan 100%.[58]

      - E1b1b1a1e (M521) poco en Grecia[59]

    - E1b1b1a2 (CTS1339, V2729) en Sicilia, Cerdeña, Argelia, Marruecos, Camerún y Gambia.[5]

  - E1b1b1b (Z827)
    - E1b1b1b1 (L19/V257)
      - E1b1b1b1* encontrado en bereberes, Sudoeste de Europa y Kenia.
      - E1b1b1b1a (M81) predominante en la región del Magreb (80 %), especialmente en bereberes como los cabilios y otros; también en semitas como árabes y saharauis (76 %);[60] con algo de presencia en Iberia principalmente entre pasiegos (40 %)[55] y algo menos en Galicia y Portugal (12 %), Andalucía (9 %), Castilla y León (10 %), Cantabria (16 %), en Latinoamérica, y baja frecuencia en otras zonas del sur de Europa (6 %, Sicilia) y Cercano Oriente (4 %, Líbano y Turquía).
        - E-M183

      - E1b1b1b1b (PF2431) especialmente en África Occidental, Magreb y sudoeste de Europa.[5]

    - E1b1b1b2 (Z830/PF1961)
      - E1b1b1b2a (PF1962)
        - E-PF2025 en Irak, Cerdeña, Lituania y en pueblos eslavos.[5]

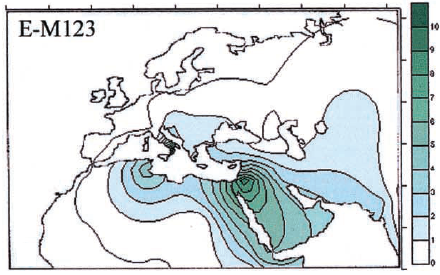
Distribución de E-M123

- -     -       -         - E-M123 común en el Cercano Oriente y sur de Europa.
          - E-Y31991 poco en europeos y árabes.[5] Se ha encontrado E-123(xM34) en Omán, en israelíes de origen libio, en albaneses de Calabria (Italia) y menores frecuencias en Iberia, Egipto y Cercano Oriente. Encontrado al norte de Portugal y en Jordania.[53]
          - E-M34 importante en semitas. Se halló en Malatya (Turquía) en restos de hace 5200 años, actualmente es común en el Cercano Oriente y está disperso en casi toda Europa.[5] Alta frecuencia en Etiopía y Cercano Oriente, en el área jordana del mar Muerto (31 %),[61] en Omán, Turquía, Israel (10 %), Yemen (8 %), en el sur de Europa (Galicia (10 %), Sicilia (7 %), Portugal) y en Norte de África. En Irán (3.5 %), especialmente en su población kurda con 14 %.[62]

      - E1b1b1b2b (CTS10880) (antes E-V1515)
        - E-Y139640 en la península arábiga.[5]
        - E-Y5861
          - E-Y5958
            - E-Y5874 especialmente en Arabia Saudita y Yemen.[5]
              - E-V92 en amharas (Etiopía).[9]

            - E-M293 se encuentra en etnias de Tanzania como los datooga (43 %) y burunge (28 %), y en pueblos khoisan como los kxoe (31 %) y sandawe (24 %);[63] también en Kenia, Ruanda y Burundi.[5]

          - E-V1700
            - E-V42 en la península arábiga[64] y en judíos etíopes.[9]
            - E-V6 en los welayta (17 %), en amharas (15 %) y en otras etnias de Etiopía y Somalia.[55]
- E1b1b2 (M281, V16) poco en oromos de Etiopía,[55] en Yemen y Arabia Saudita.[5]

## Haplogrupo E2
E2 (M75, P68, CTS20 y otros 167 SNPs) es típico del África subsahariana, especialmente en Sudáfrica y en bantúes kenianos; también se encuentra en Burkina Faso, en hutus, tutsis, malgaches de Madagascar, khoisan, fon de Benín, iraqw de Tanzania, en Sudán, norte de Camerún y Senegal. Hay menores frecuencias fuera de África: en Catar, Omán y el resto de la península arábiga.
- E2* en bajas frecuencias en Namibia, Senegal, Zimbabue y en los mandinga (África Occidental).
- E2a (M41) con alta frecuencia en el pueblo alur con 67 % y en los hema 39%, ambos de R. D. del Congo.[18] En Etiopía 17%.[65] Desde el África Centro-Oriental hasta Sudán, especialmente en la región de los Grandes Lagos de África.
- E2b (M98) Destacan los xhosa de Sudáfrica con 27.5 %,[18] pero está extendido en toda el África Subsahariana, incluyendo Madagascar.
  - E2b1 (M54, M90) Encontrado en los xhosa 27.5 %, rimaibe de Burkina Faso 22%, pigmeos mbuti 25%, daba (Camerún) 22%[16] y zulúes 21%.[18] Menores frecuencias (entre 9 y 15%) se encontró en sudafricanos (no joisánidos), bantús de Kenia, shirazíes de las Comoras, nilosaharianos del norte de Camerún y malgaches de Madagascar.
    - E-M85: En Kenia, Kinshasa (Congo), Gambia, Sudáfrica y península arábiga.[5]
      - E-M200: En los mbuti, R.D. del Congo.[16]

  - E2b2 (CTS1441, CTS1307) Encontrado en los yorubas (Nigeria).[5]

## Personajes famosos

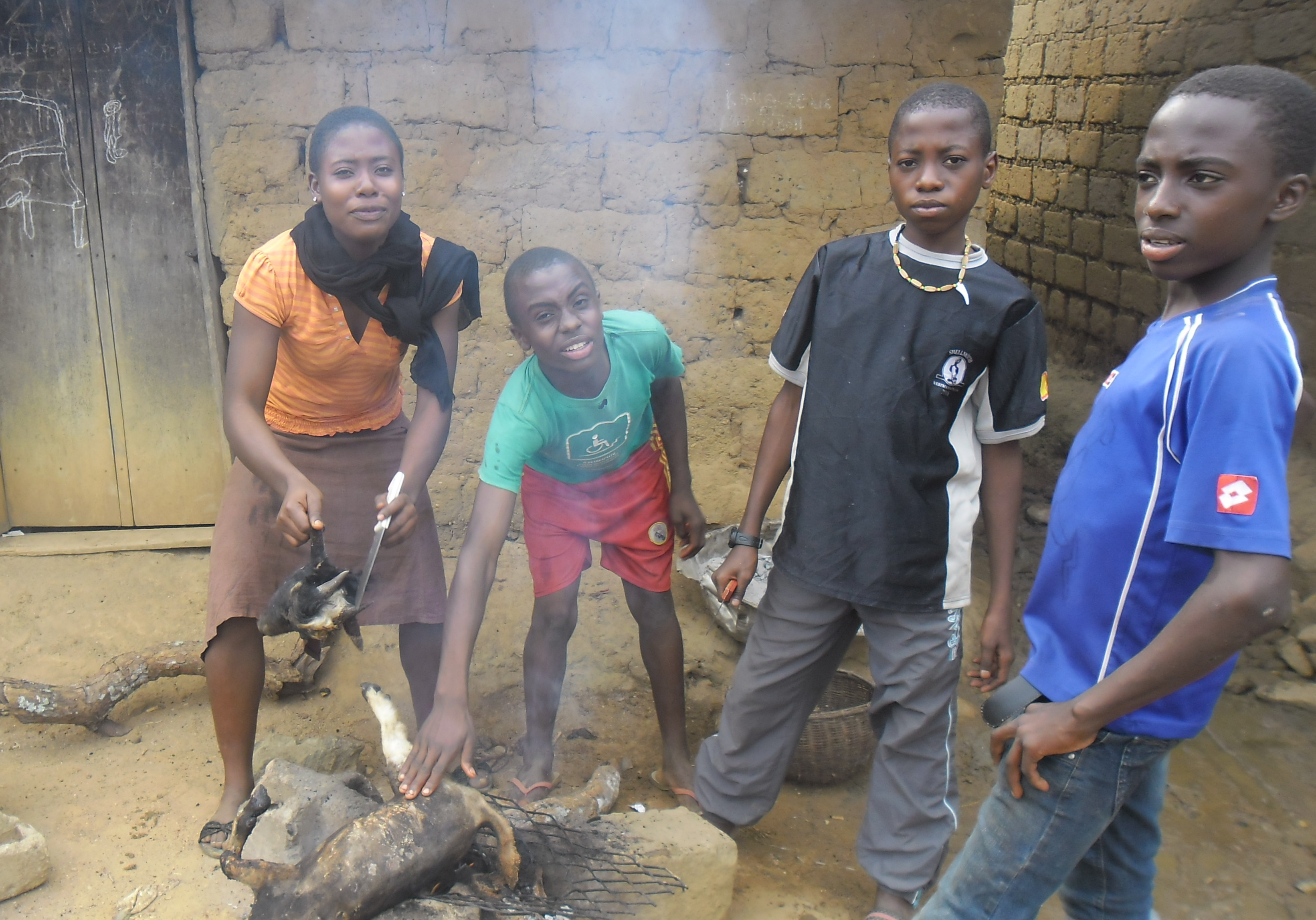
En el pueblo bamileke se ha encontrado frecuencias que llegan al 100% del haplogrupo E1b1a.

E1b1a (V38): E1b1a en Nelson Mandela y en el faraón Ramsés III. En Barack Obama y E1b1a1g en Desmond Tutu
E1b1b (M215): Se ha encontrado el subclado E1b1b1b2* E-Z830 en Albert Einstein,  E1b1b1a2 (V13) en los Hermanos Wright, E1b1b1c1* (E-M34*) en Napoleón Bonaparte y William Harvey, E1b1b1b en Adolf Hitler y en Zinedine Zidane.